# ニジニ・ノヴゴロド市電
ニジニ・ノヴゴロド市電（ロシア語: Нижегородский трамвай）はロシア連邦（旧：ソビエト連邦）のニジニ・ノヴゴロド（旧：ゴーリキー）を走る路面電車。2020年現在はトロリーバスと共に市営企業であるニジニ・ノヴゴロドエレクトロトランス（Нижегородэлектротранс）によって運営されている。

## 歴史

路線図（1896年時点）

路線図（1917年時点）

### ロシア帝国時代
1896年5月8日に開通したニジニ・ノヴゴロド市電は、ロシア連邦の中で2番目に古い歴史を持つ路面電車である。同年に開催された全ロシア産業芸術博覧会（Всероссийской художественной и торгово-промышленной выставки）の開催に合わせて建設されたもので、1,524 mm、1,000 mm、750 mmの3種類の軌間の路面電車が博覧会期間中に営業運転を実施した。そのうち軌間750 mmの路線は博覧会終了後に撤去され、以降は軌間1,524 mm（広軌）と1,000 mm（狭軌）の路線網がニジニ・ノヴゴロド市内に拡張されていった。そのうち広軌の路線はサンクトペテルブルクで製造された車両が使われた一方、狭軌の路線ではベルギーから輸入された車両が導入されていた。
開業当初、路面電車は私有企業によって運営していたが、第一次世界大戦の勃発に関連して1914年にニジニ・ノヴゴロド市が運営する公営路線となった。だが、大戦や十月革命によって路面電車網は甚大な被害を受け、1919年5月1日以降長期に渡る運休を余儀なくされ、再開までにはソビエト連邦成立を経た1923年5月1日まで待つ事となった。

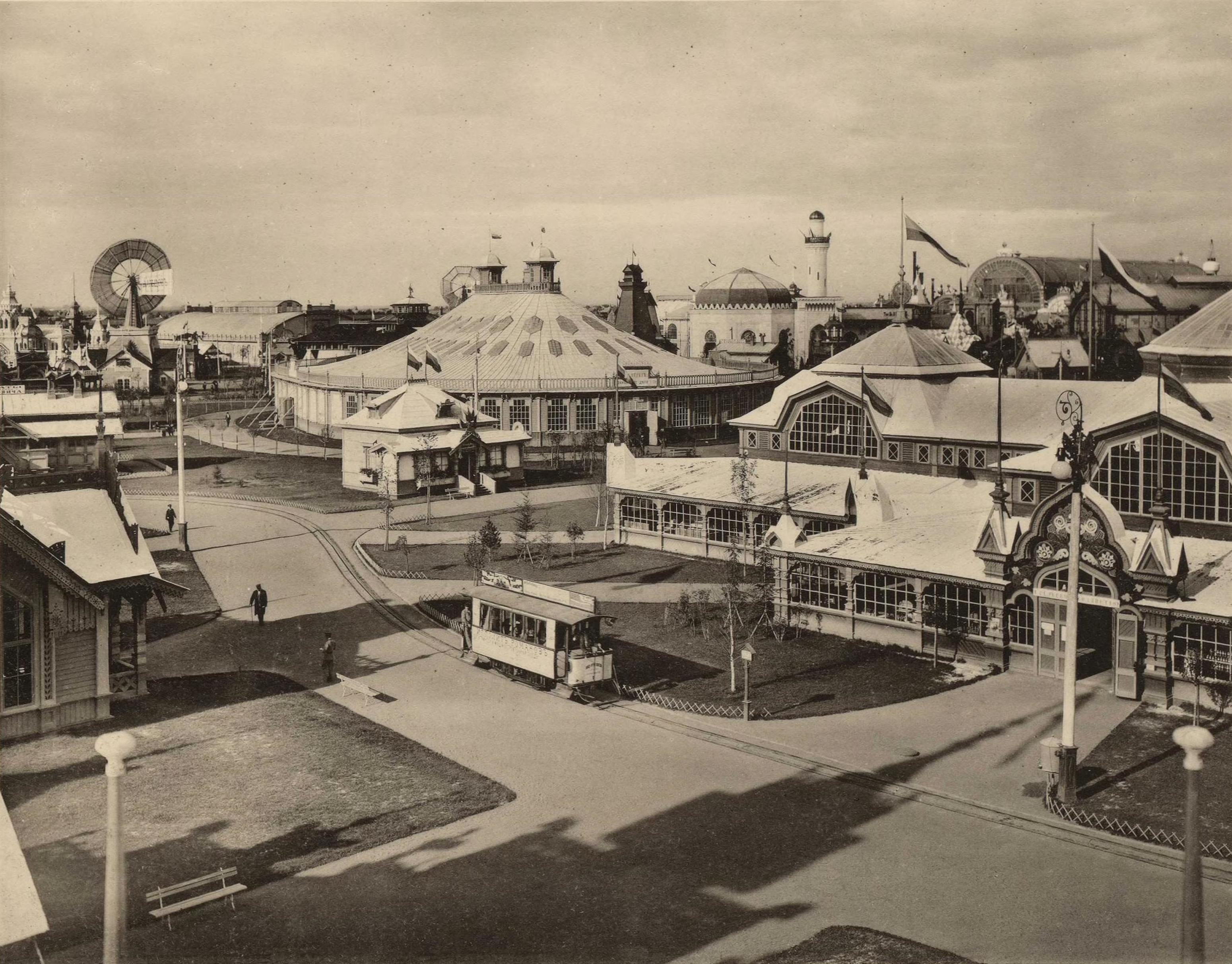
開通当初の路面電車（1896年）
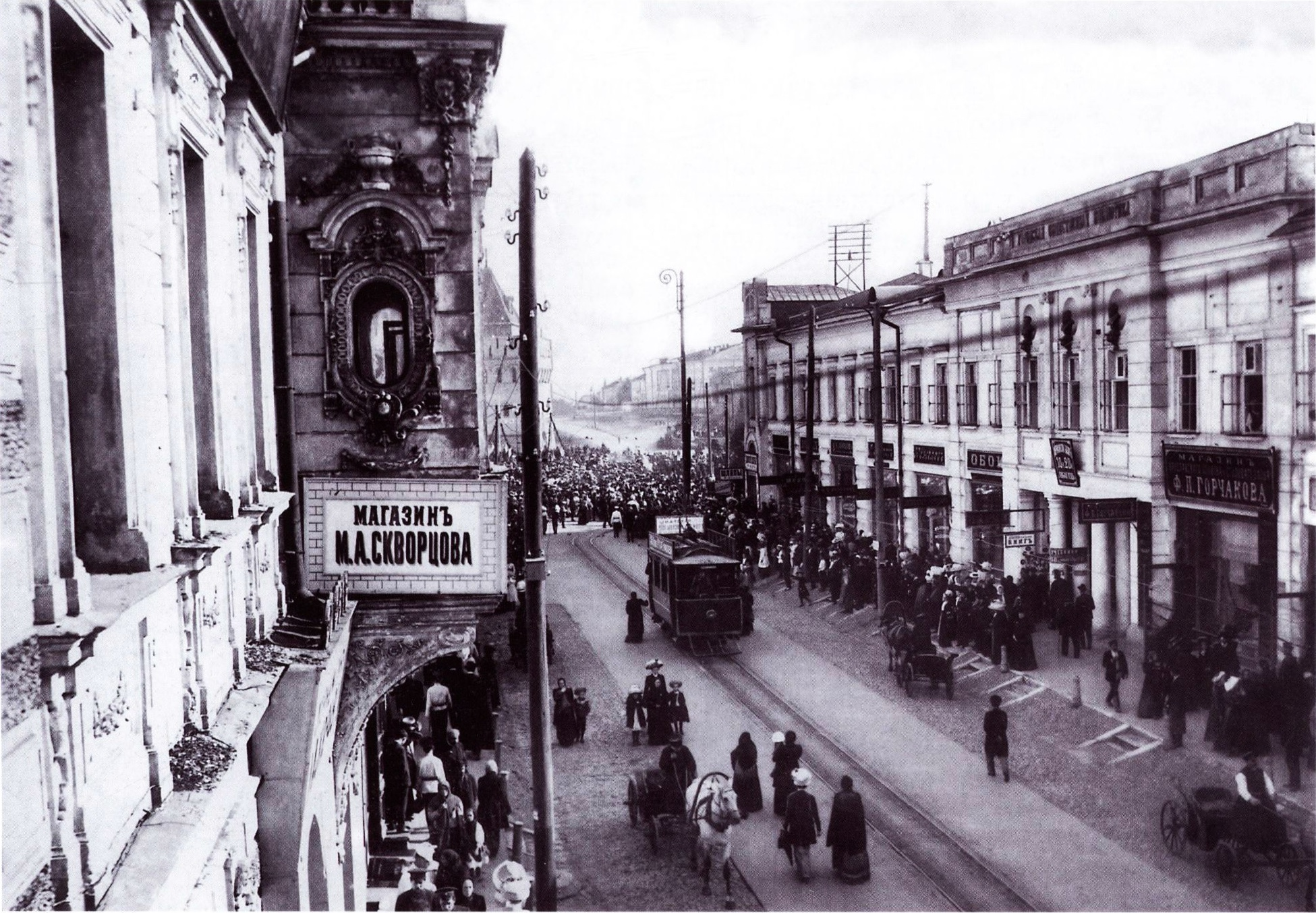
1900年代初期の路面電車（1908年）

### ソビエト連邦時代
運行再開後、ニジニ・ノヴゴロド（1932年にゴーリキーに改称）の路面電車網は軌間の1,524 mmへの統一や施設の改修工事に加え、都市計画に基づく大規模な延伸が行われ、水銀整流器を用いた変電所も増設された。車両についてもロシア帝国時代の車両に代わってソ連国内で製造された車両が大量に導入され、革命前と比べて旅客・貨物輸送量は大幅に増加した。
第二次世界大戦中、路面電車の修理工場は迫撃砲を始めとした兵器の生産に用いられ、路面電車も兵器輸送に転用されていた。ナチス・ドイツからの攻撃に晒されながらもオカ川を跨ぐ橋梁を始め大規模な損害は免れ、1943年に路面電車の労働者は「モスクワ防衛メダル（За оборону Москвы）」を授与された。だが軍需輸送で酷使されていた路面電車の荒廃は著しく、戦後の1947年には路面電車の補助としてトロリーバスが開通している。
その後、復興を終えたゴーリキーの路面電車は1950年代から1970年代にかけて急速な発展を遂げ、大規模な路線の拡張や多数の変電所の増設に加え、ソ連各地やチェコスロバキアの鉄道車両メーカーが製造した路面電車車両が次々に導入されていった。ただし急激な路線網拡大の結果、1963年の時点で路面電車の運営費は収入を上回り、収益上は赤字に転落していた。
路面電車網の拡張は、1977年に立ち上げられた地下鉄（ニジニ・ノヴゴロド地下鉄）建設計画によって中断し、以降は地下鉄建設に合わせた路線の移設が主となった。また、大量に導入された車両の整理も行われ、3箇所に存在した車庫によってタトラT3SU（1番車庫）、RVZ-6（2番車庫）、KTM-5M3（3番車庫）にほぼ統一されていた。また、同時期にはコンピュータ技術の導入による車両管理体制の刷新も行われた。その後、ソ連末期の1987年にアプトザヴォツキー地区（Автозаводском）への再度の延伸が行われた他、第2車庫にはサイリスタチョッパ制御を導入したタトラT6B5SU（タトラT3M）の導入が実施された。

### ロシア連邦時代
ソビエト連邦の崩壊後、各地の都市では経済的な混乱に加えてミニバスや自家用車の発展に伴うモータリーゼーションにより路面電車網の廃止や縮小が相次いだ。ゴーリキー市電改めニジニ・ノヴゴロド市電も例外ではなく、2004年以降道路の混雑解消などの名目で多数の路線が廃止に追い込まれているが、一方で市当局からの財政支援や市民からの廃止反対運動も起きており、超低床電車の導入や在籍車両の延命も兼ねた更新工事などの近代化が積極的に行われている。

## 運行

### 系統
2020年現在、ニジニ・ノヴゴロド市電では以下の16系統が運行している。
| 系統番号 | 起点                  | 終点                             | 備考               |
| -------- | --------------------- | -------------------------------- | ------------------ |
| 1        | Московский вокзал     | Черный пруд                      | ラッシュ時のみ運行 |
| 2H       | Черный пруд           | площадь Лядова (наружное кольцо) |                    |
| 2V       | Площадь Лядова        | Черный пруд (внутреннее кольцо)  |                    |
| 3        | Парк «Дубки»          | Московский вокзал                |                    |
| 5        | Улица Маслякова       | Мыза                             |                    |
| 6        | Московский вокзал     | Центр Сормова (полукольцевой)    |                    |
| 7        | Московский вокзал     | Улица Ярошенко (полукольцевой)   |                    |
| 8        | Поселок Гнилицы       | Улица Игарская                   |                    |
| 11       | Черный пруд           | Площадь Благовещенская           | 夏季のみ運行       |
| 18H      | Микрорайон Лапшиха    | площадь Лядова (наружное кольцо) |                    |
| 18V      | Площадь Лядова        | Микрорайон Лапшиха               |                    |
| 19       | Трамвайное депо № 1   | Мыза                             |                    |
| 21       | Парк «Дубки»          | Черный пруд                      |                    |
| 22       | Улица Строкина        | Станция метро «Автозаводская»    |                    |
| 27       | Трамвайное депо № 1   | Московский вокзал                |                    |
| 417      | 52 квартал Автозавода | Московский вокзал                |                    |

### 運賃
路面電車・トロリーバス共に、ニジニ・ノヴゴロドエレクトロトランスが運営する公共交通機関は、現金を使用する際に1回の乗車につき28ルーブルの運賃が必要となるほか、手荷物についても同額の追加運賃が必要となる。一方、地下鉄や路線バスも含めたニジニ・ノヴゴロドの公共交通機関で使用可能な非接触式ICカードの「シティカード（СИТИКАРД）」を使用する場合は乗り換えを含めた時間制となり、60分以内では26ルーブル、90分以内は40ルーブルと割引が行われる。このシティカードのサービスはスマートフォン向けアプリケーションでも展開している

## 車両

### 現有車両
2020年現在、ニジニ・ノヴゴロド市電では3つの車庫に以下の営業用車両が在籍する。
| 形式                 | 在籍車庫 | 在籍車庫 | 在籍車庫 | 備考                                                                                  |
| 形式                 | 1番      | 2番      | 3番      | 備考                                                                                  |
| -------------------- | -------- | -------- | -------- | ------------------------------------------------------------------------------------- |
| KTM-5（71-605）      |          |          | ○        |                                                                                       |
| タトラT3SU           | ○        | ○        |          | 2番車庫在籍の一部車両は車体改修・機器更新を実施                                       |
| MTTE                 |          | ○        |          | モスクワ市電からの譲渡車両                                                            |
| タトラT6B5SU（T3M）  |          | ○        |          |                                                                                       |
| KTM-8K（71-608K）    | ○        |          |          |                                                                                       |
| KTM-8KM（71-608KM）  | ○        |          |          |                                                                                       |
| KTM-19K（71-619K）   | ○        |          |          |                                                                                       |
| KTM-19KT（71-619KT） | ○        |          | ○        |                                                                                       |
| KTM-19A（71-619A）   | ○        |          | ○        | モスクワ市電からの譲渡車両                                                            |
| KTM-23（71-623）     | ○        |          |          | 部分超低床電車                                                                        |
| LM-2008（71-153）    |          | ○        |          | 部分超低床電車 一部はモスクワ市電からの譲渡車両                                       |
| 71-403               | ○        | ○        |          | [ 17 ]                                                                                |
| 71-407               | ○        | ○        |          | 部分超低床電車                                                                        |
| 71-409               |          | ○        |          | 部分超低床電車、3車体連接車 2011年製の試作車 2014年から運行開始後、2018年に正式に購入 |
| 71-415R              | ○        |          |          | 超低床電車、レトロ調車両                                                              |

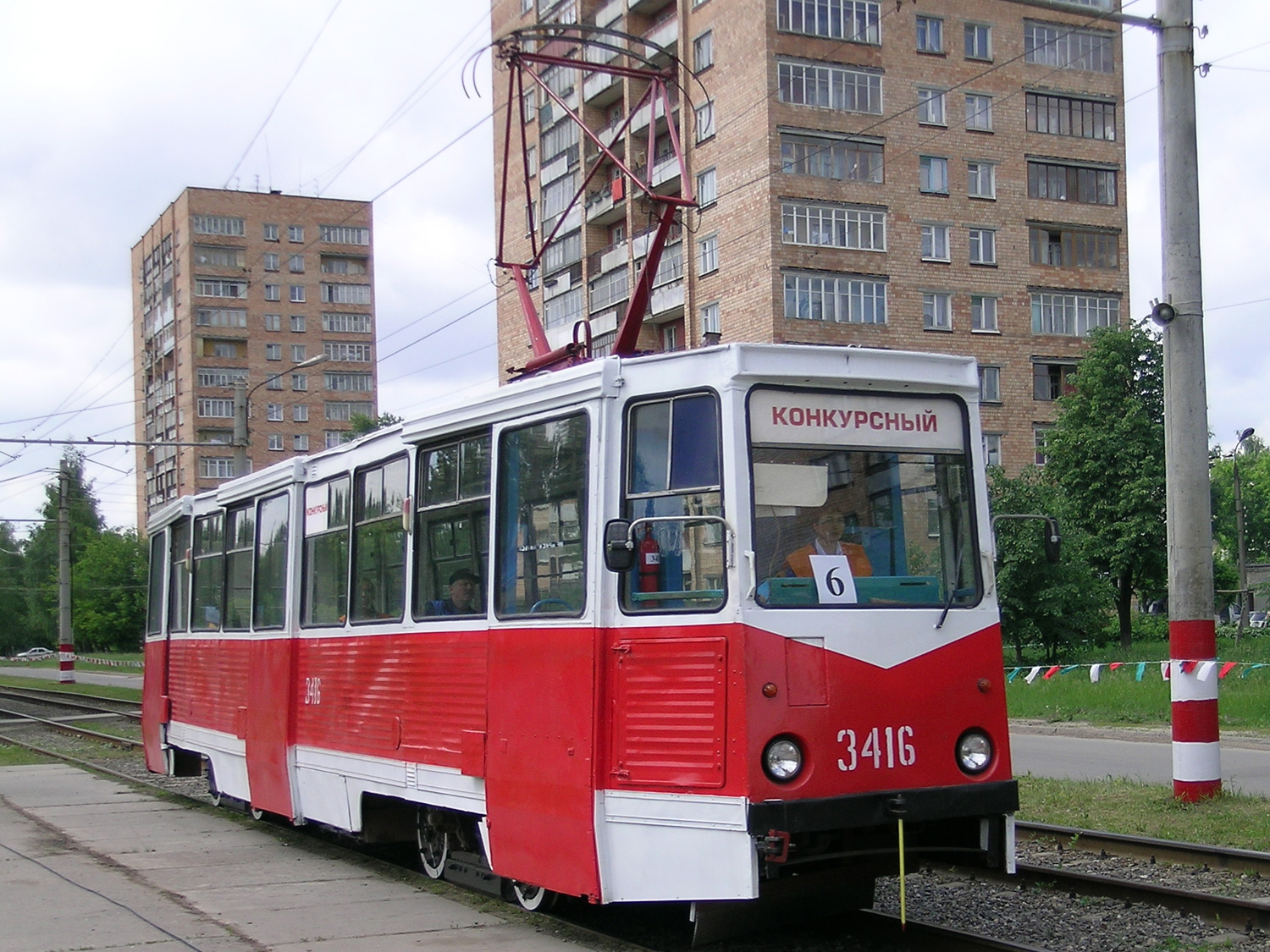
KTM-5（71-605）
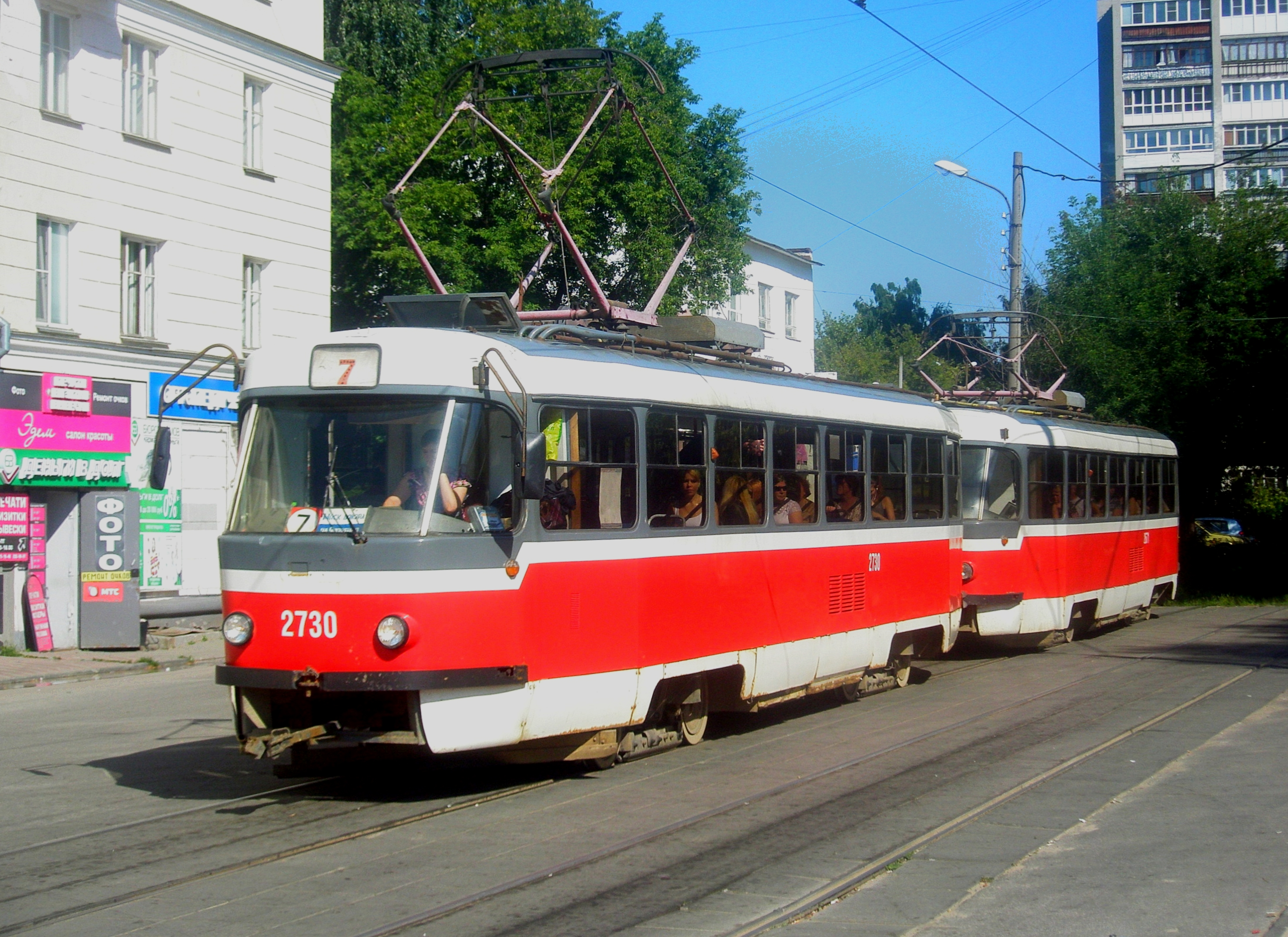
タトラT3SU
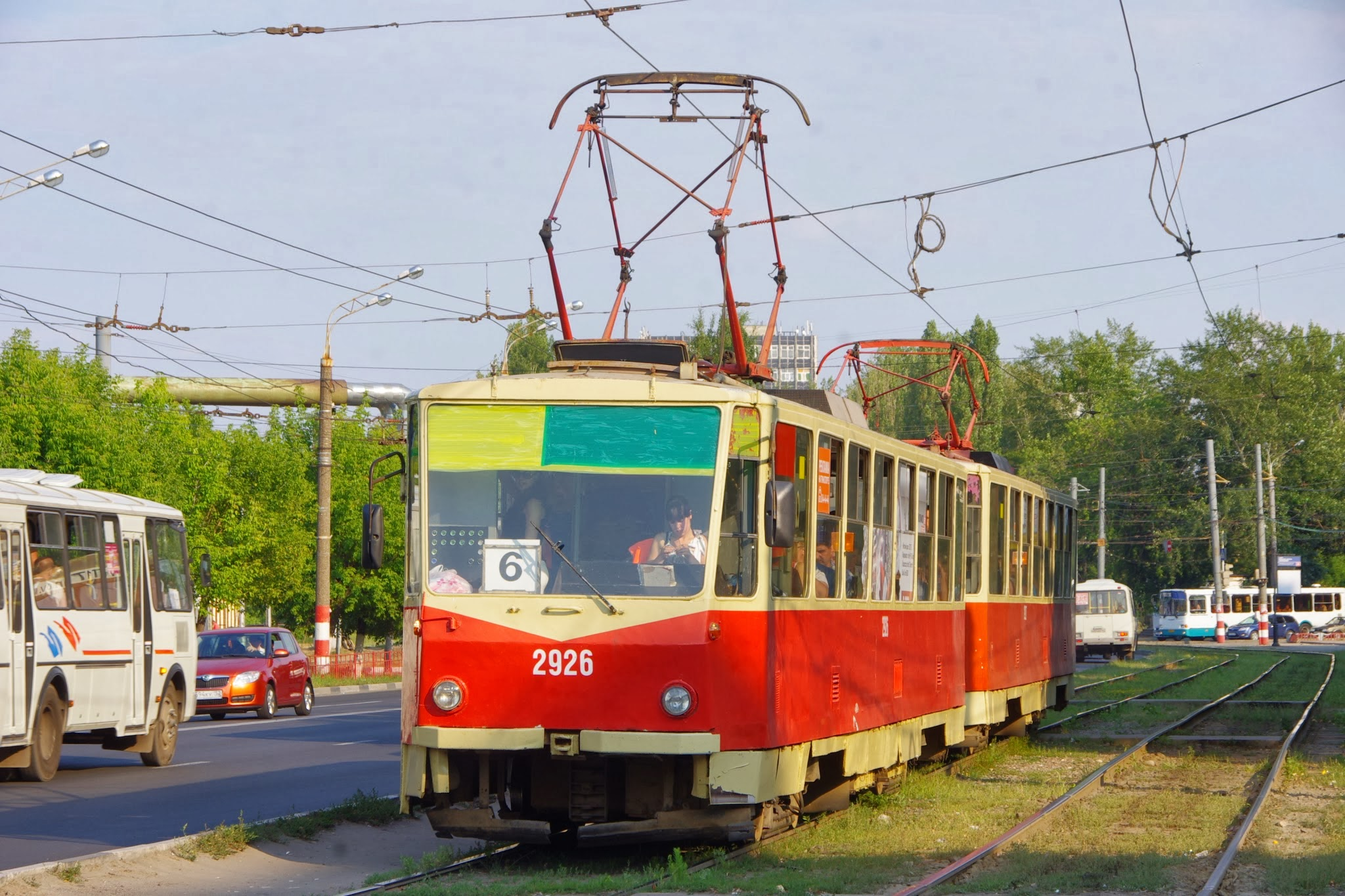
タトラT6B5SU（タトラT3M）
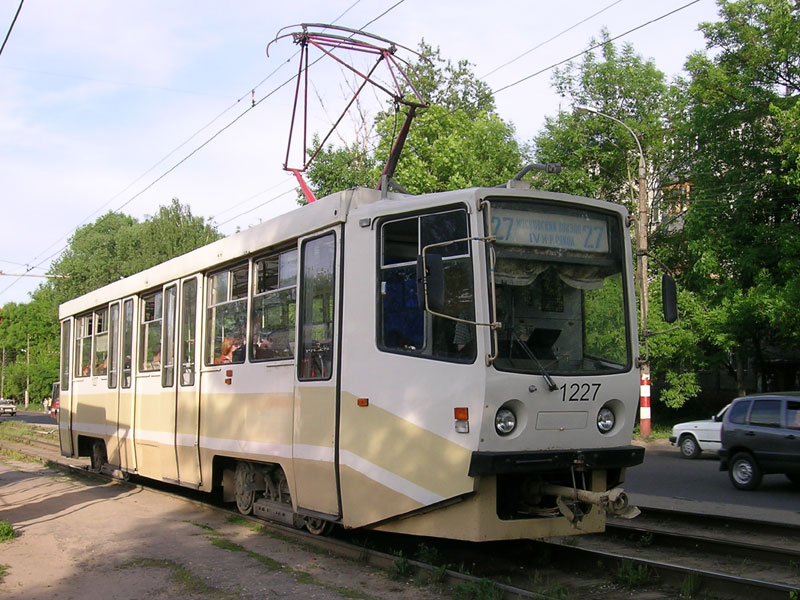
KTM-8KM（71-608KM）
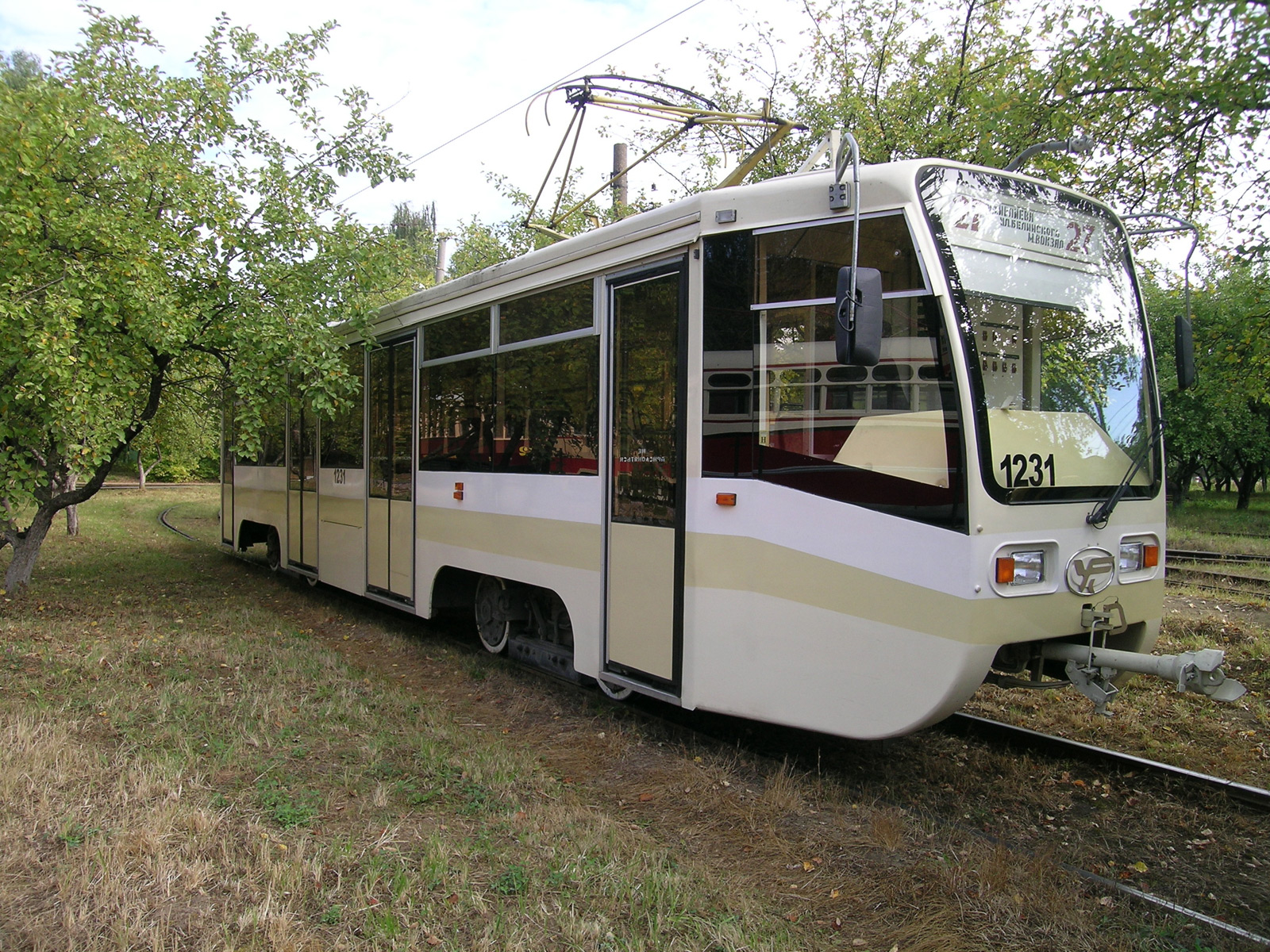
KTM-19K（71-619K）
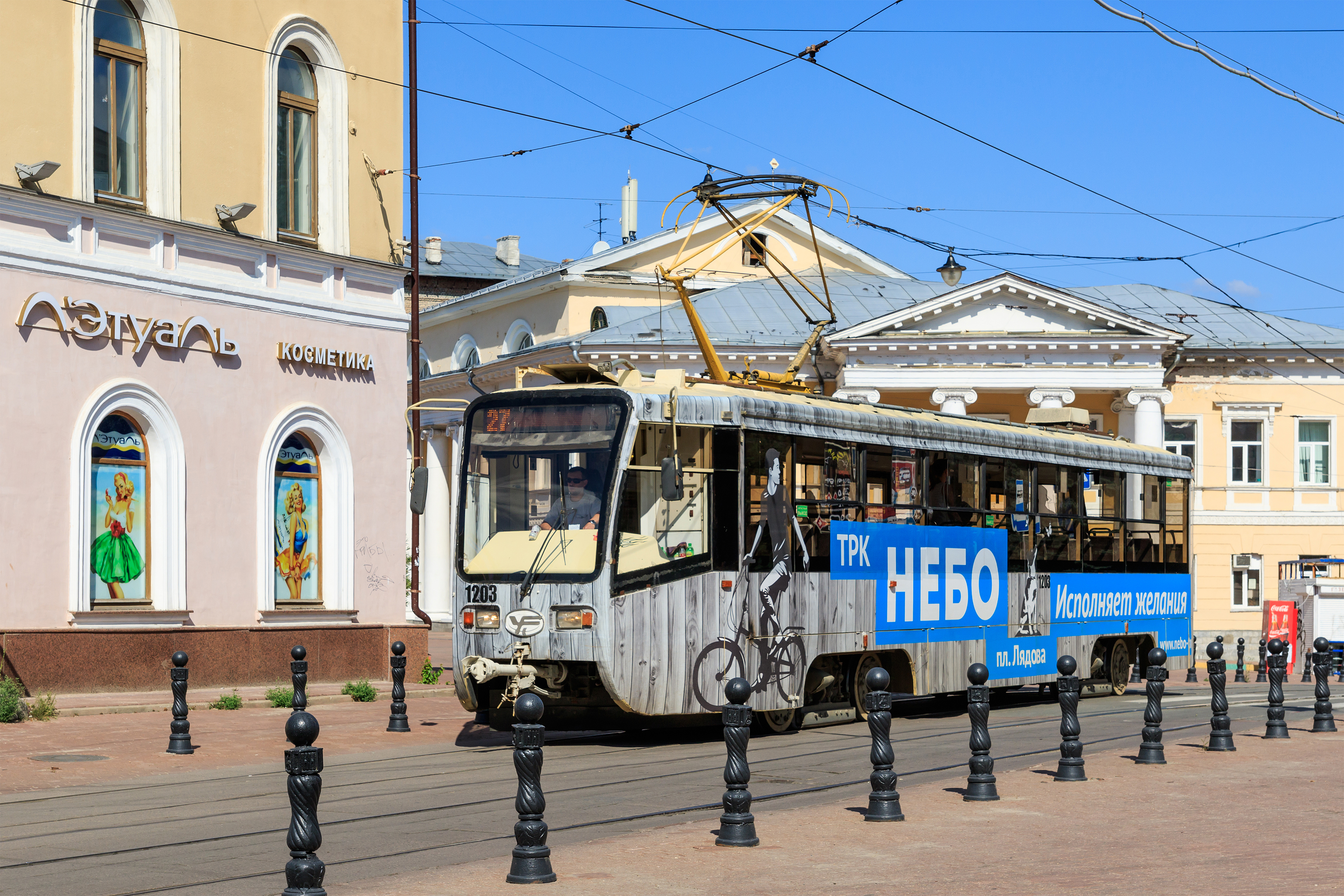
KTM-19KT（71-619KT）
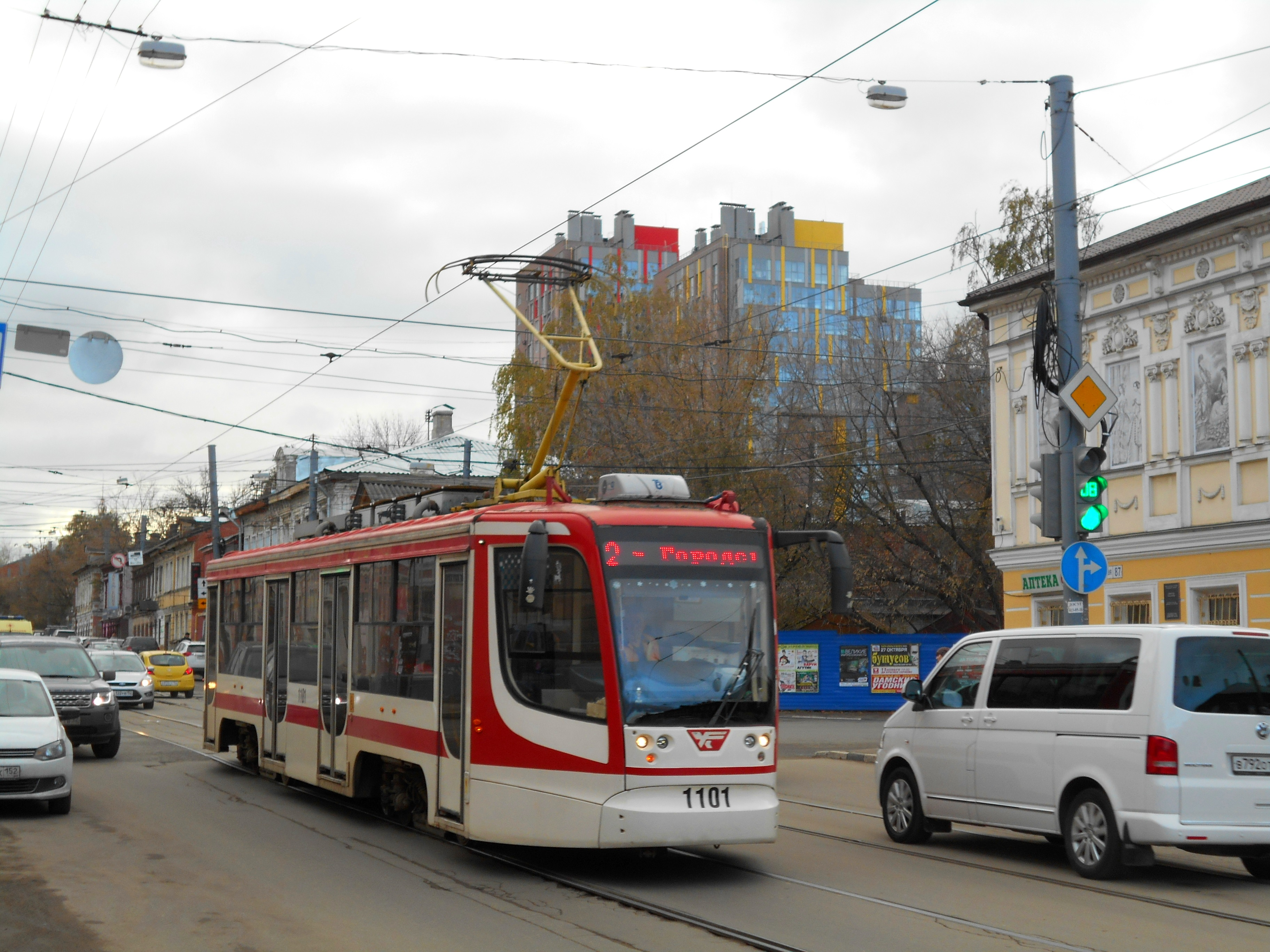
KTM-23（71-623）
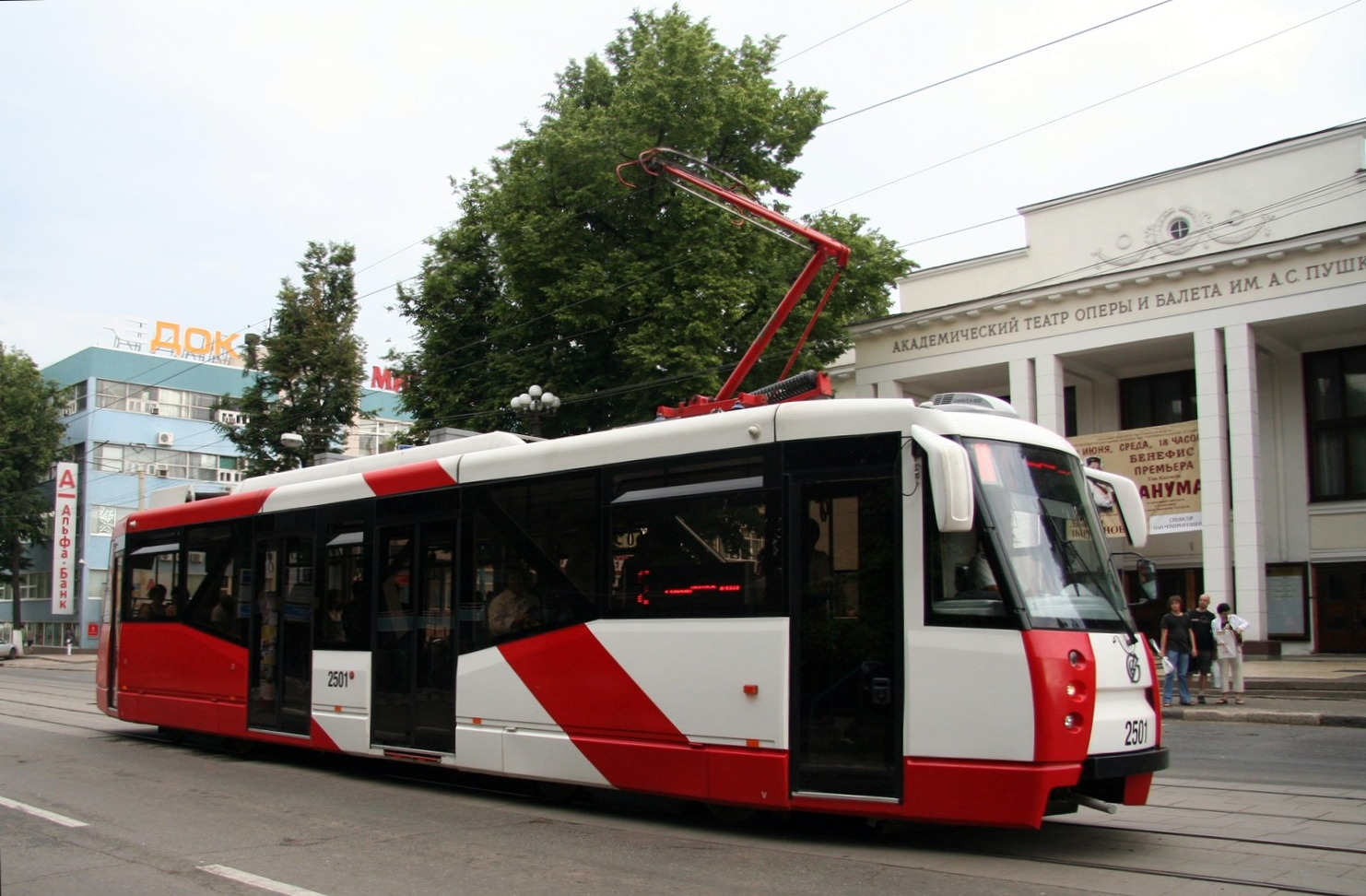
LM-2008（71-153）
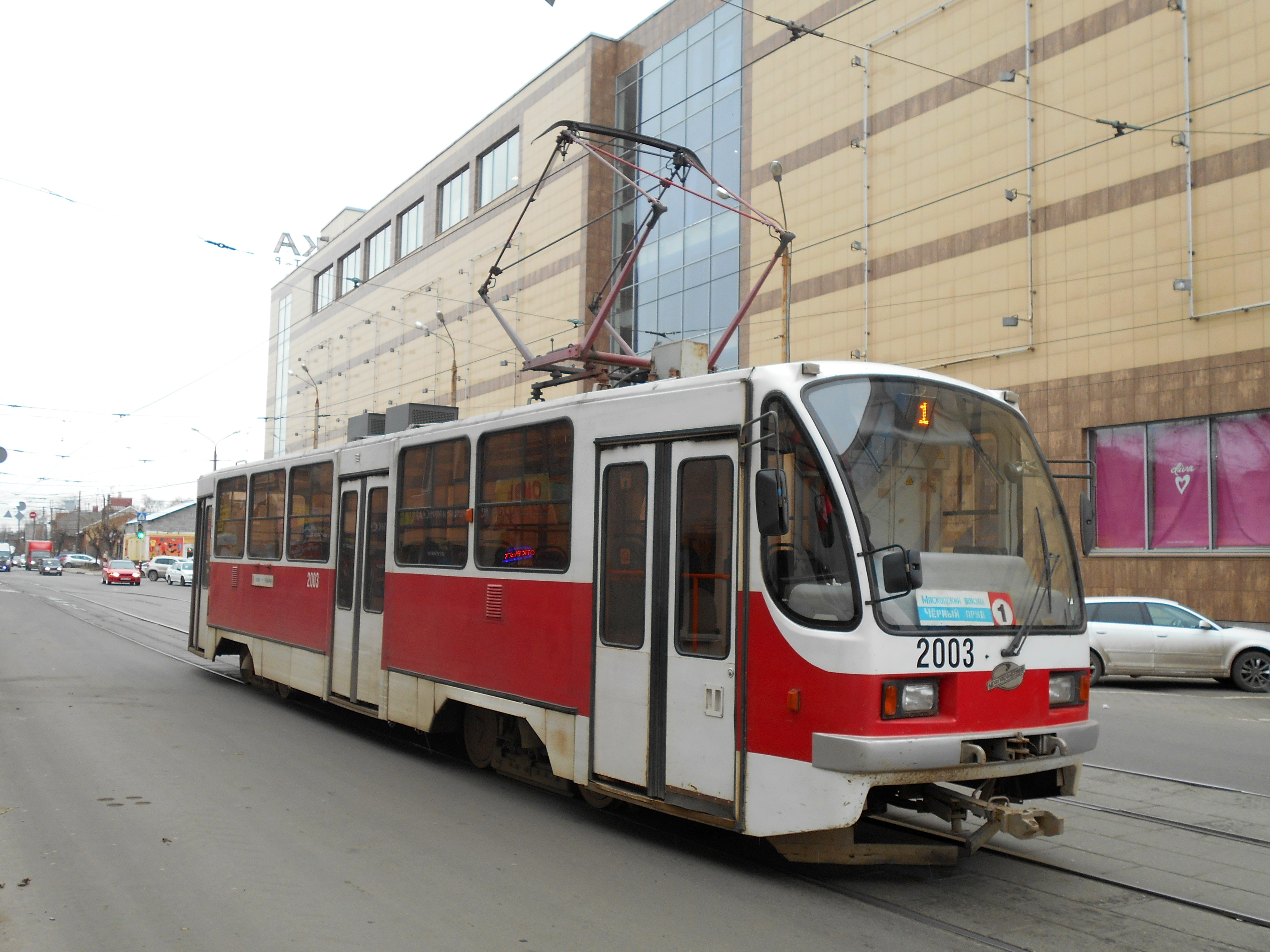
71-403
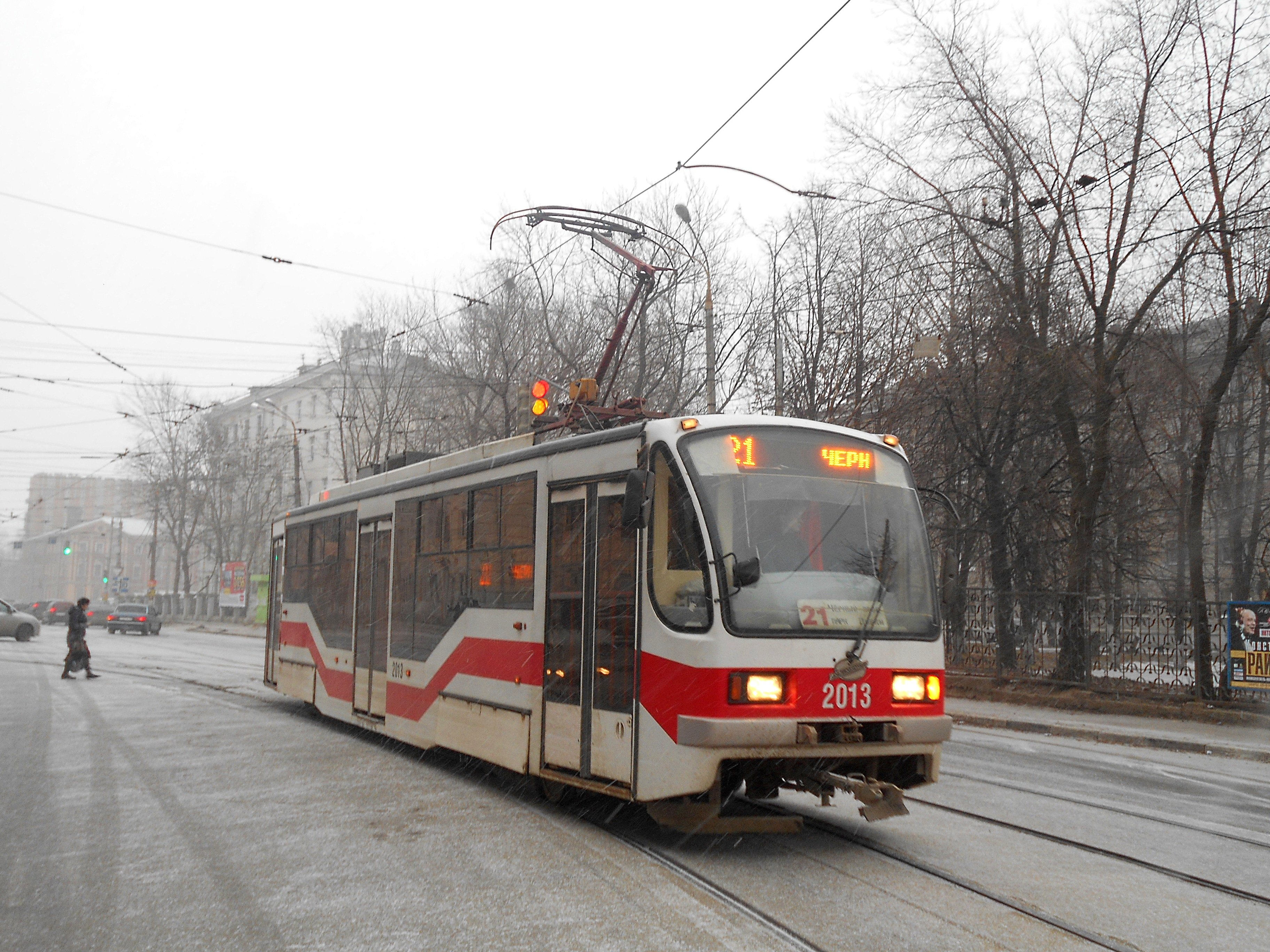
71-407
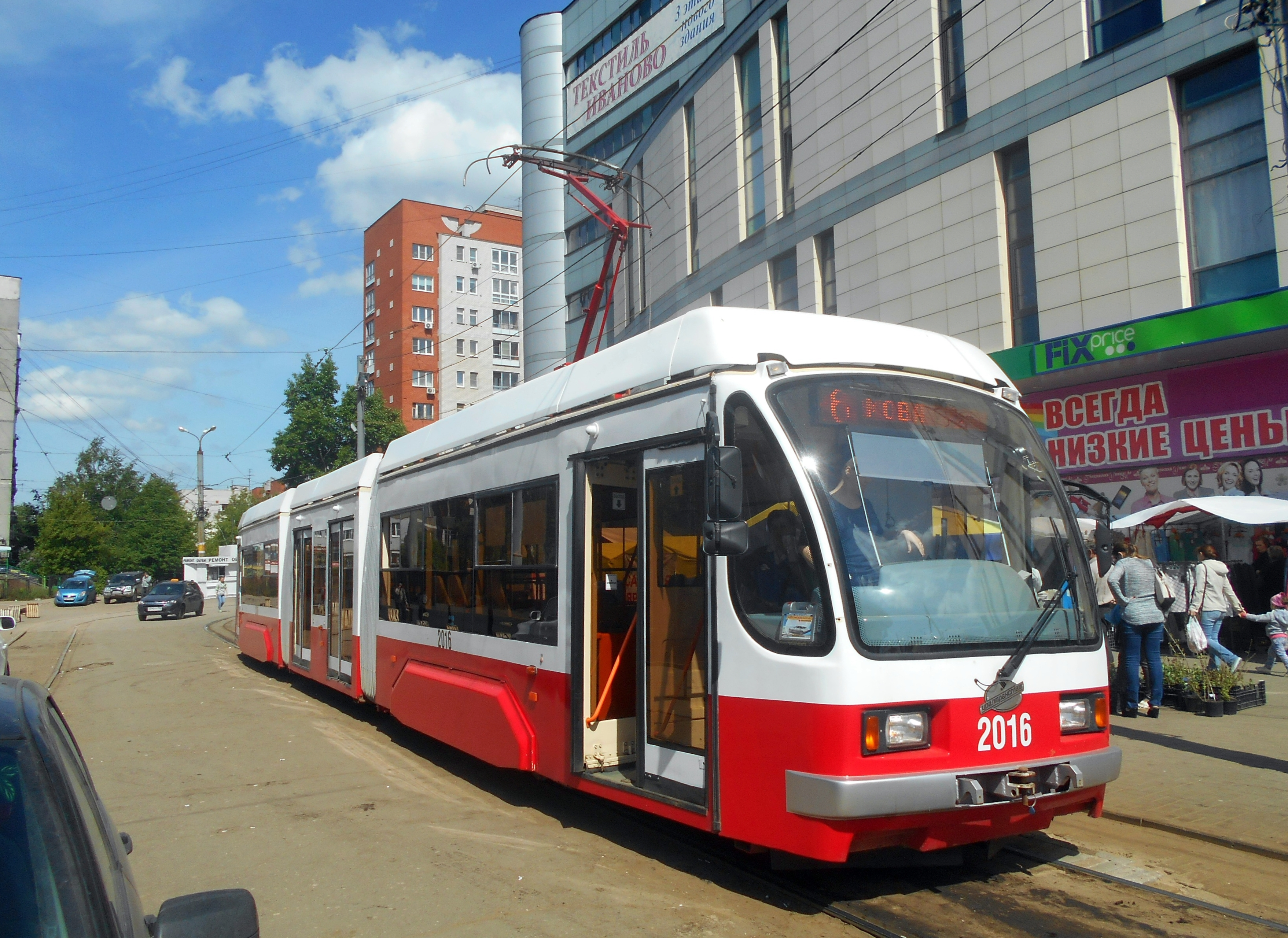
71-409
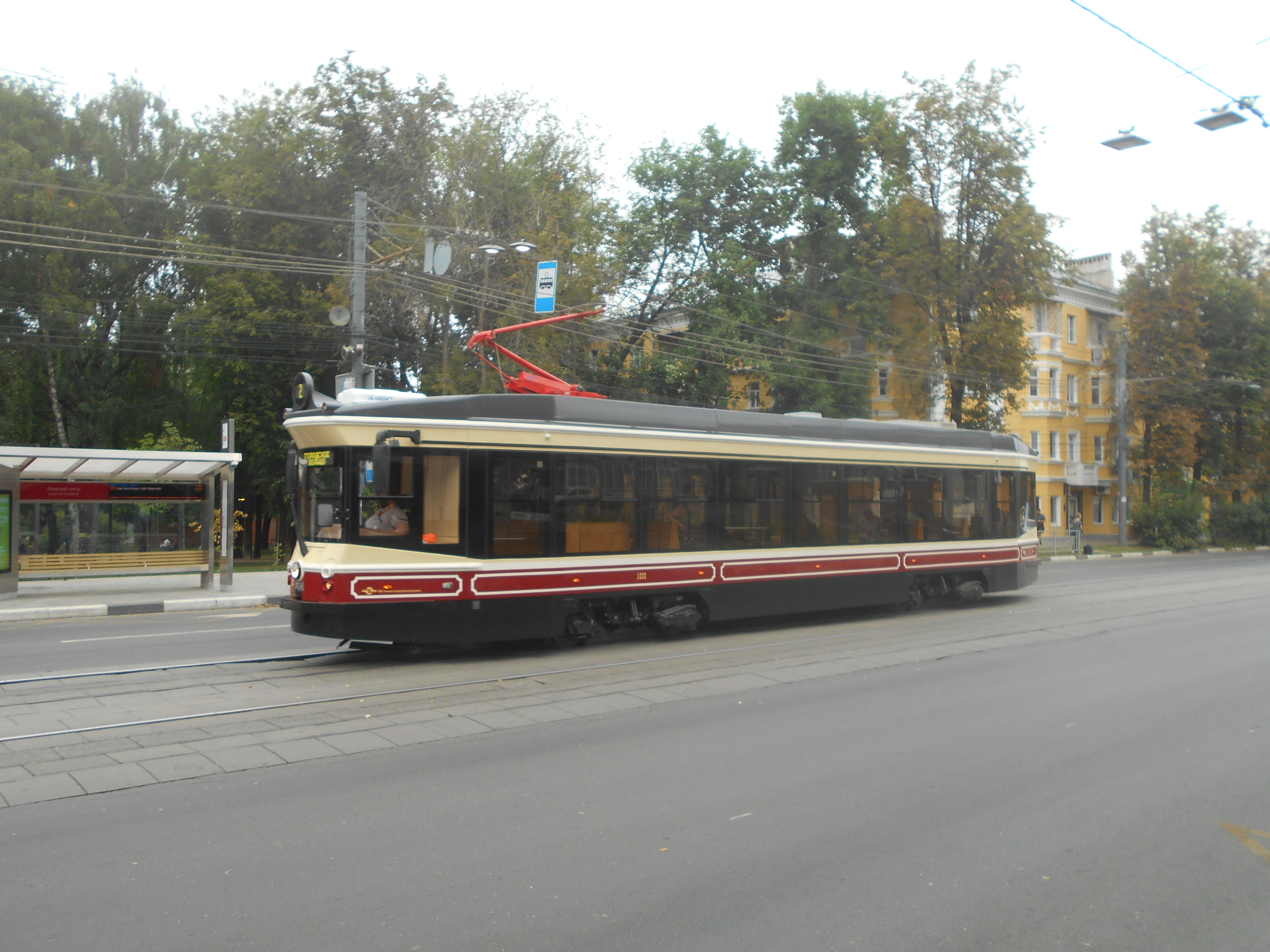
71-415R

### 事業用車両

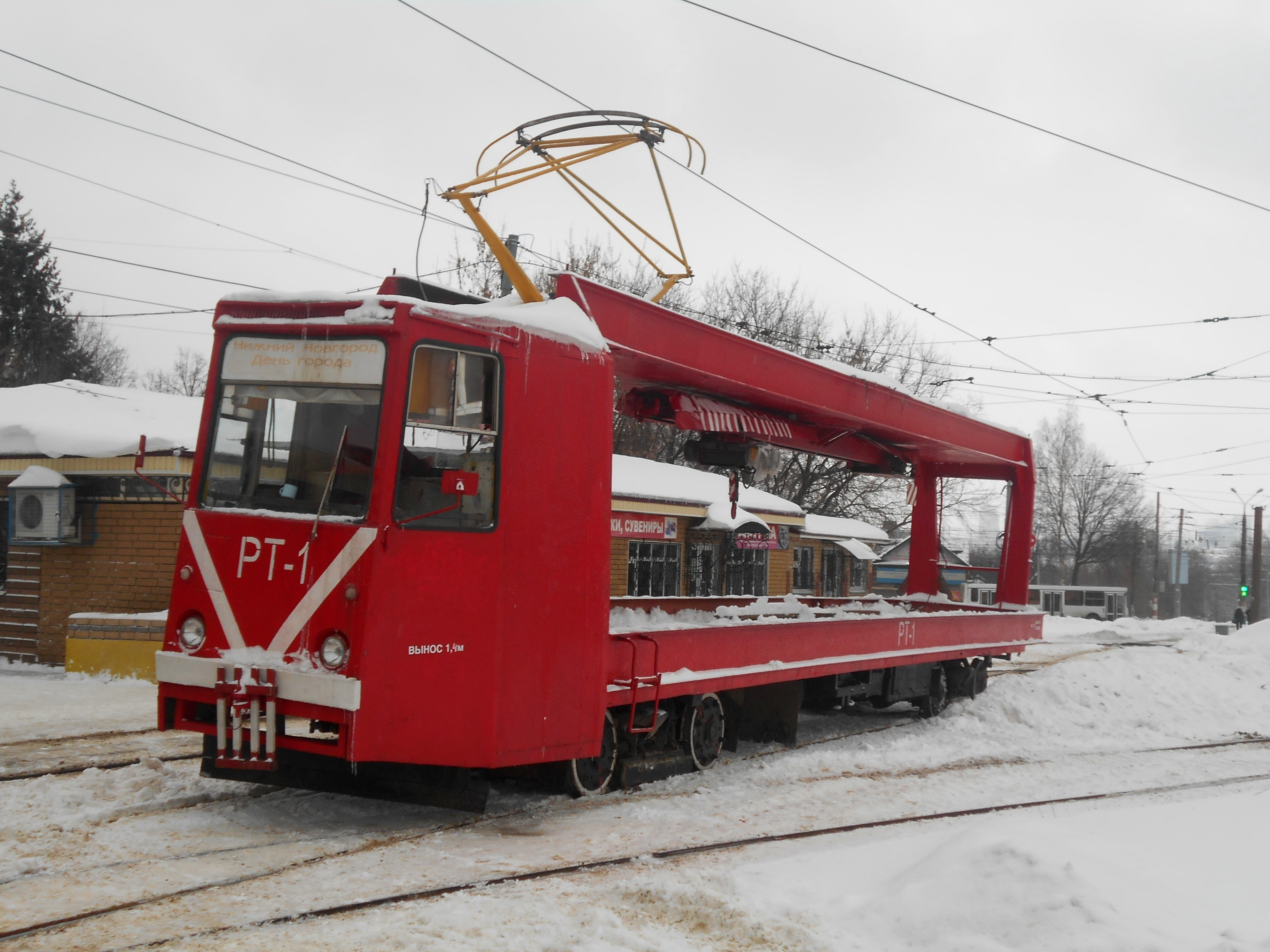
電動貨車（RT-1）
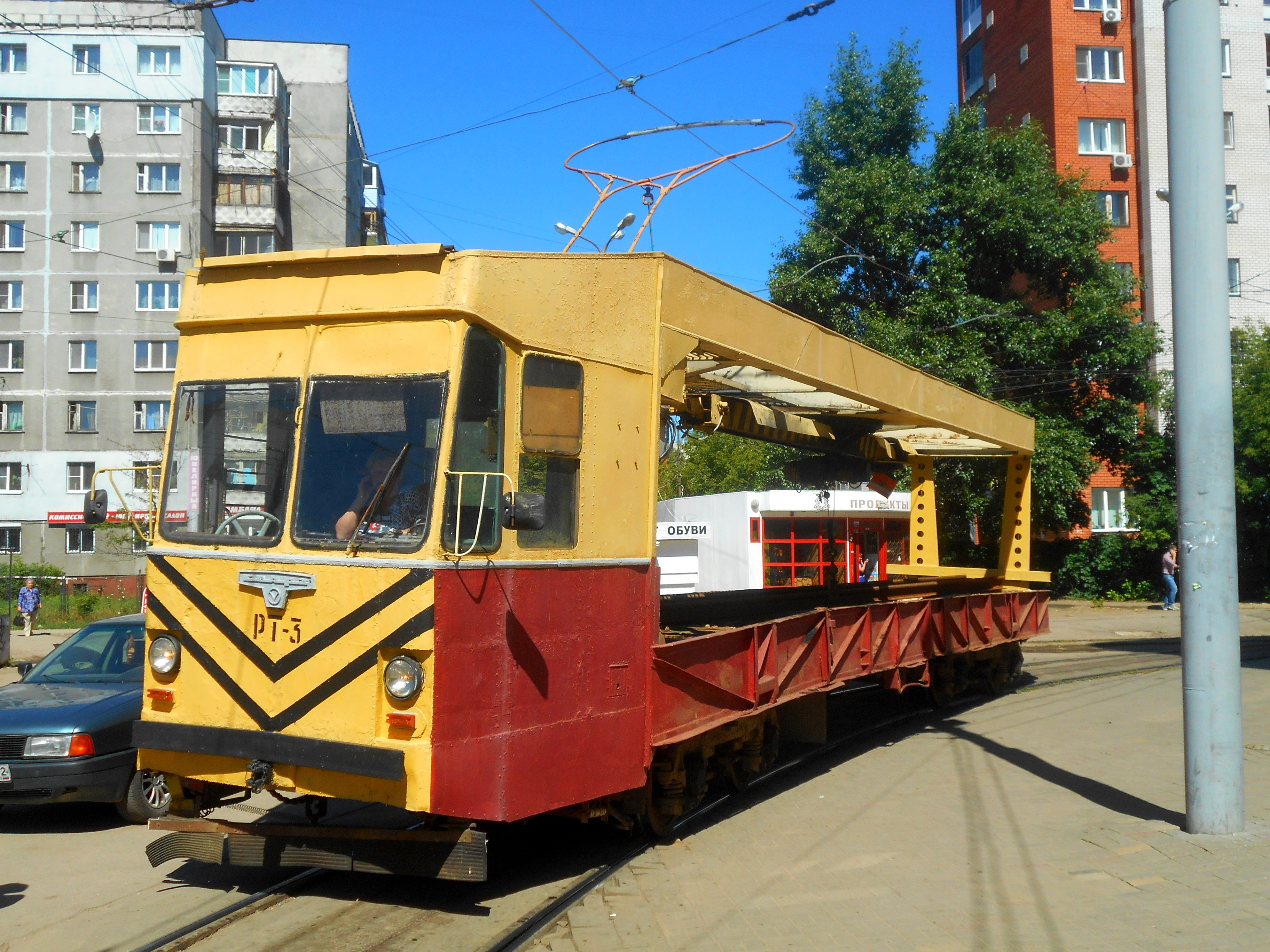
電動貨車（RT-3）
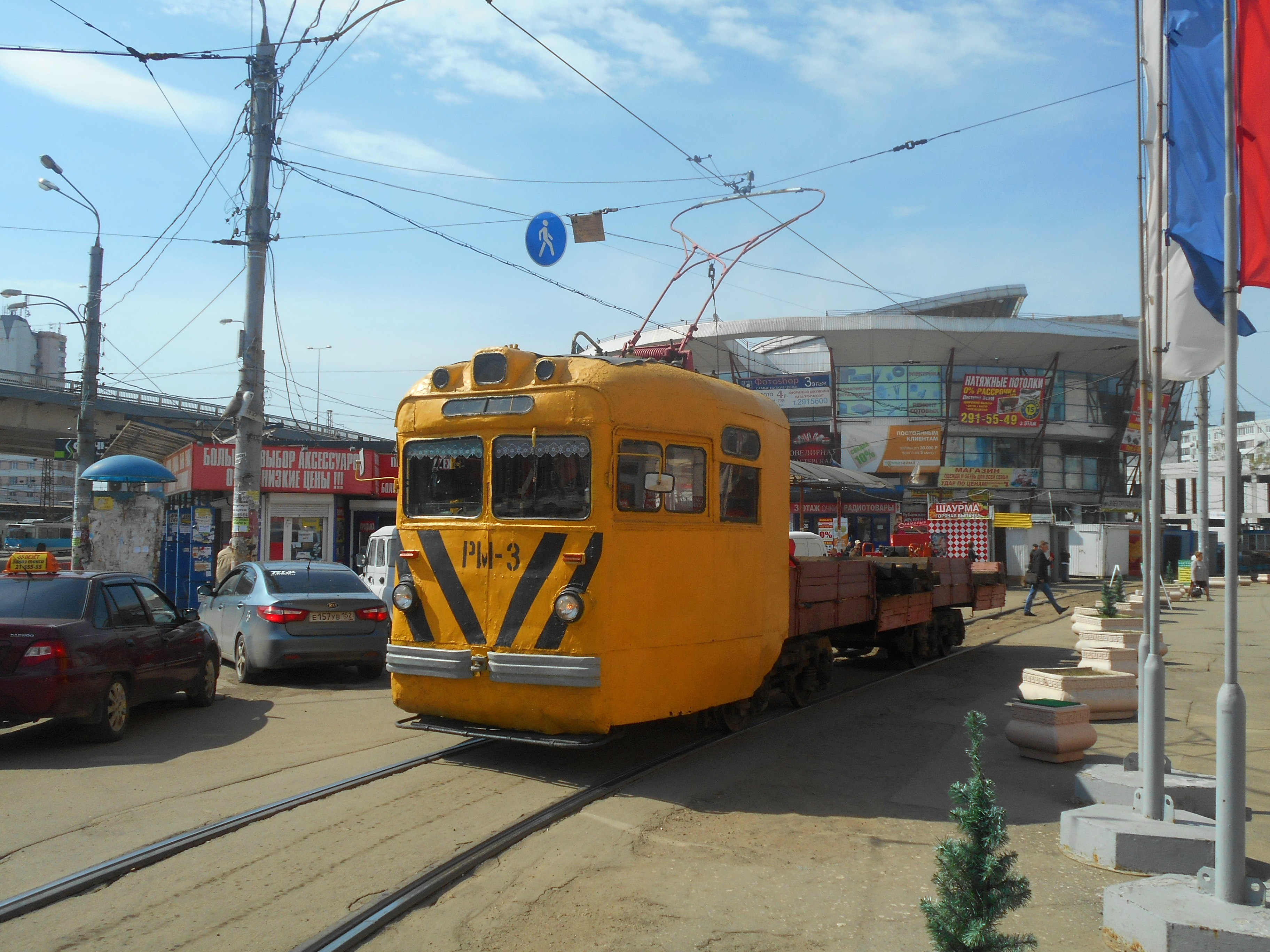
電動貨車（RM-3）
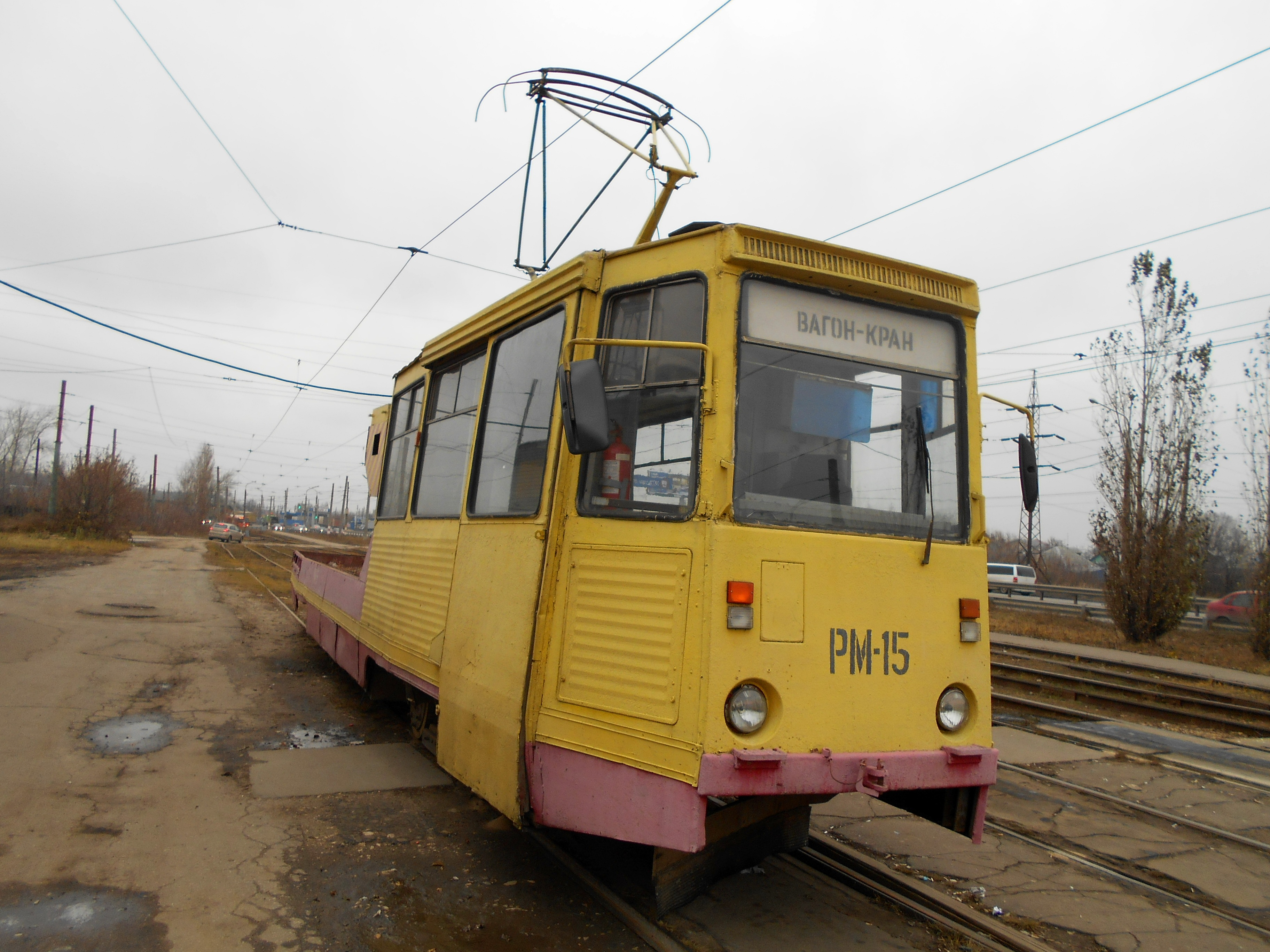
電動貨車（RM-15）
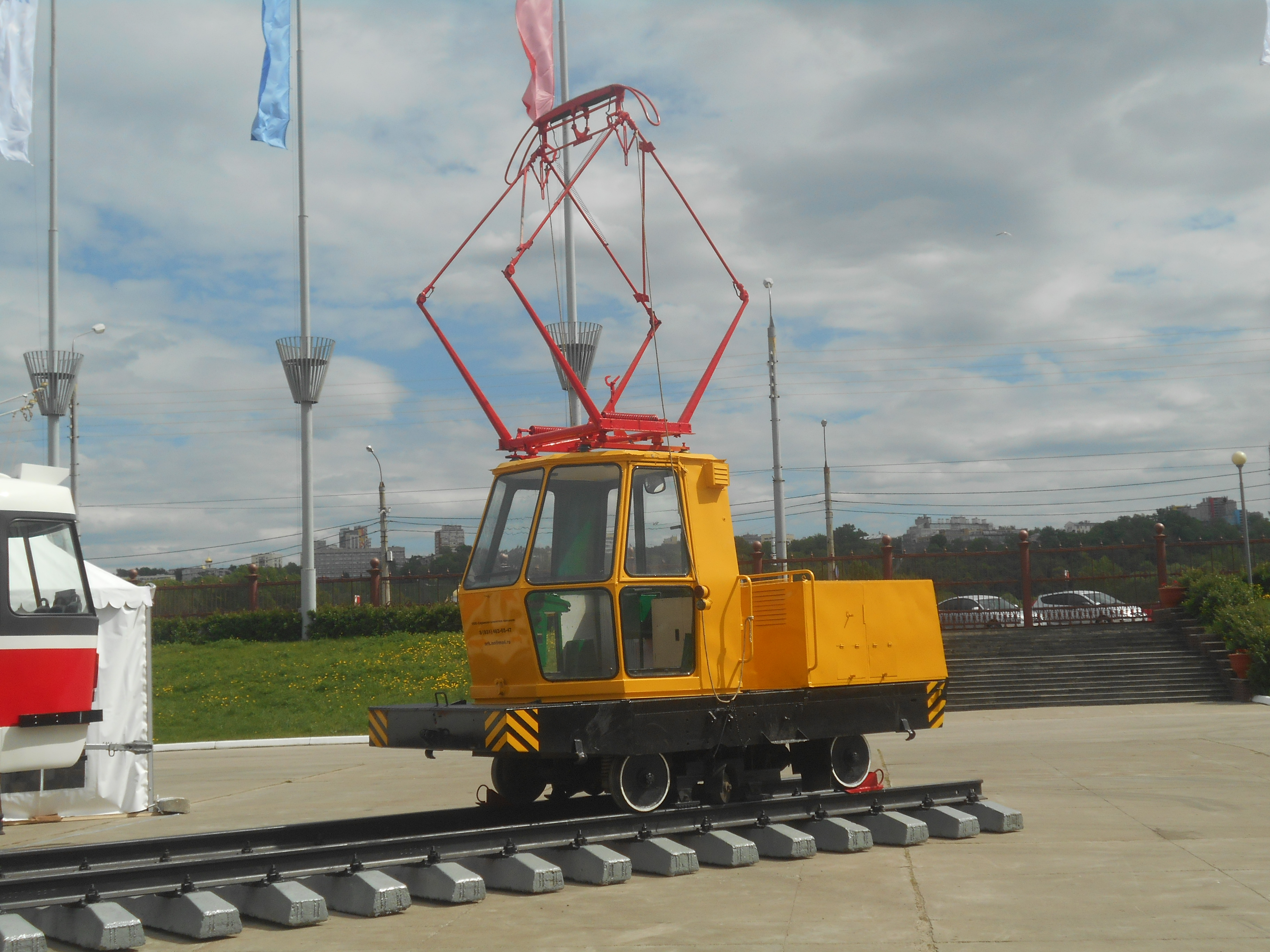
レール削正車（PRM-3M）
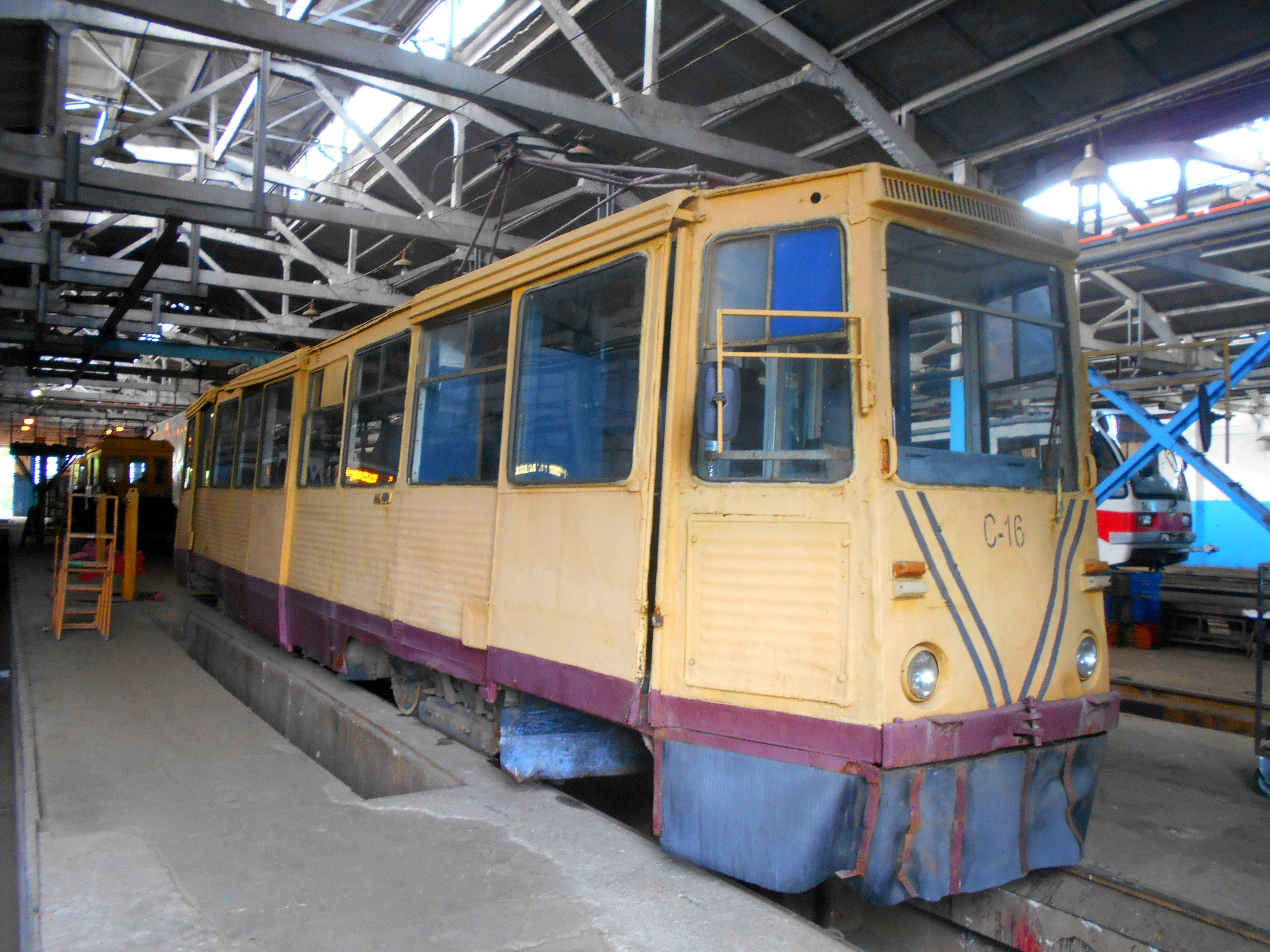
C-16

### 過去の車両

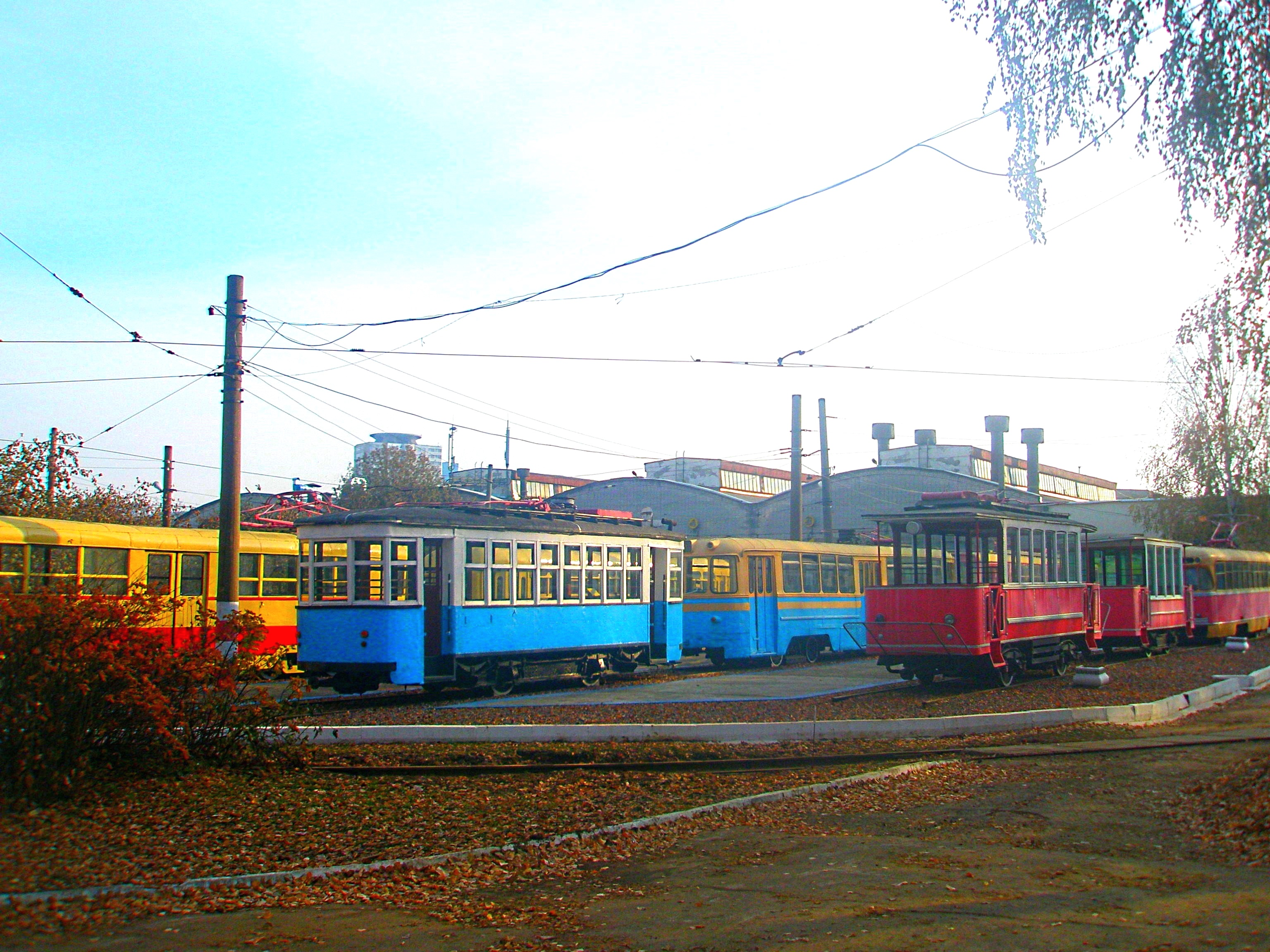
ニジニ・ノヴゴロド路面電車博物館の遠景（2014年撮影）

ニジニ・ノヴゴロド市電に在籍した車両のうち、一部についてはトロリーバス2台と共に2005年に1番車庫に近接して開設されたニジニ・ノヴゴロド路面電車博物館に保存されている。そのうち1979年に製造後2004年まで営業運転に使用されたRVZ-6は、2020年現在市電の第11系統で夏季の平日に動態保存運転を実施している。それを含め、下記に記す過去の在籍車両のうちニジニ・ノヴゴロド路面電車博物館に保存車両が存在する形式は太字で記す。

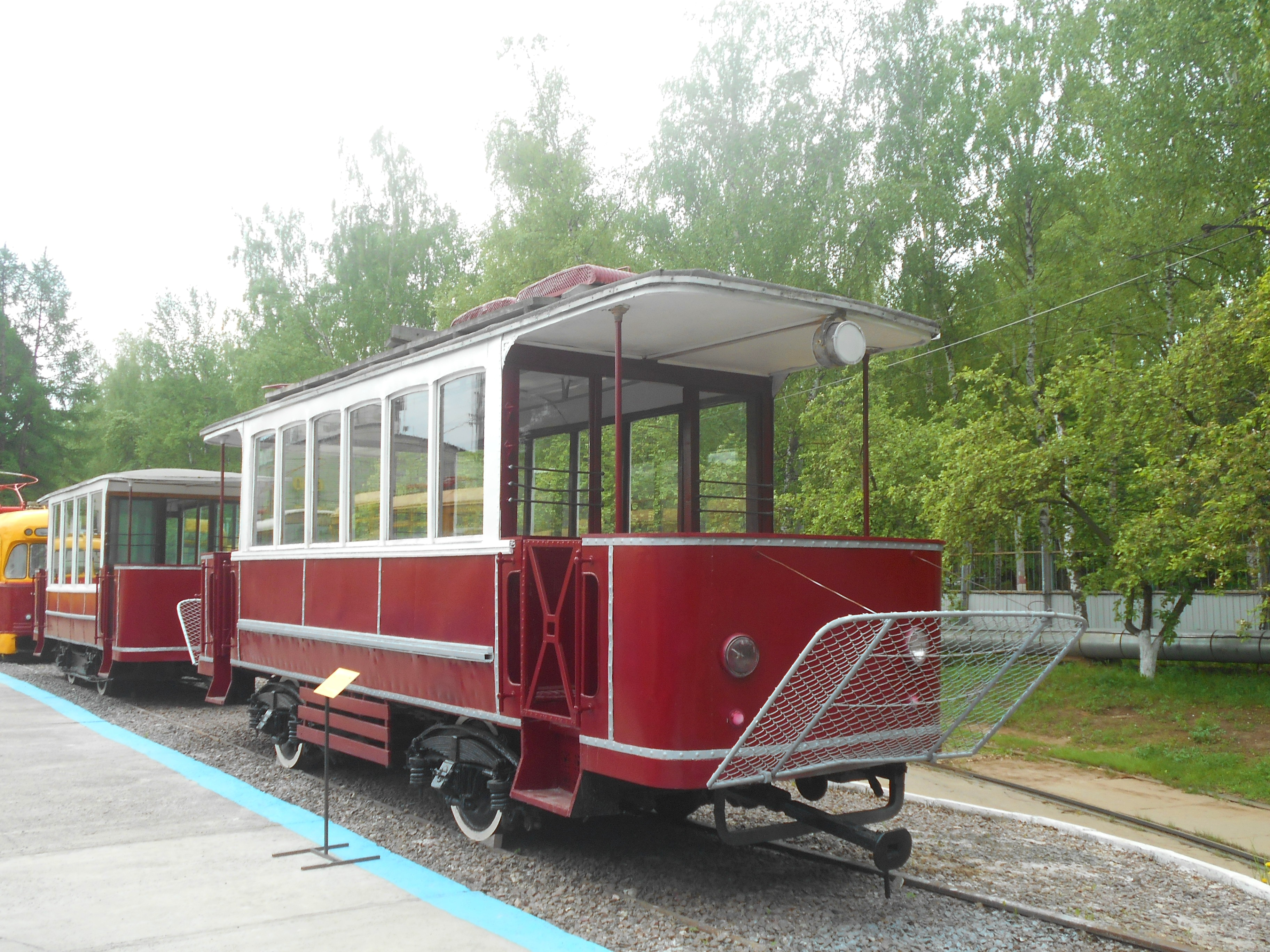
ベルギー製2軸車
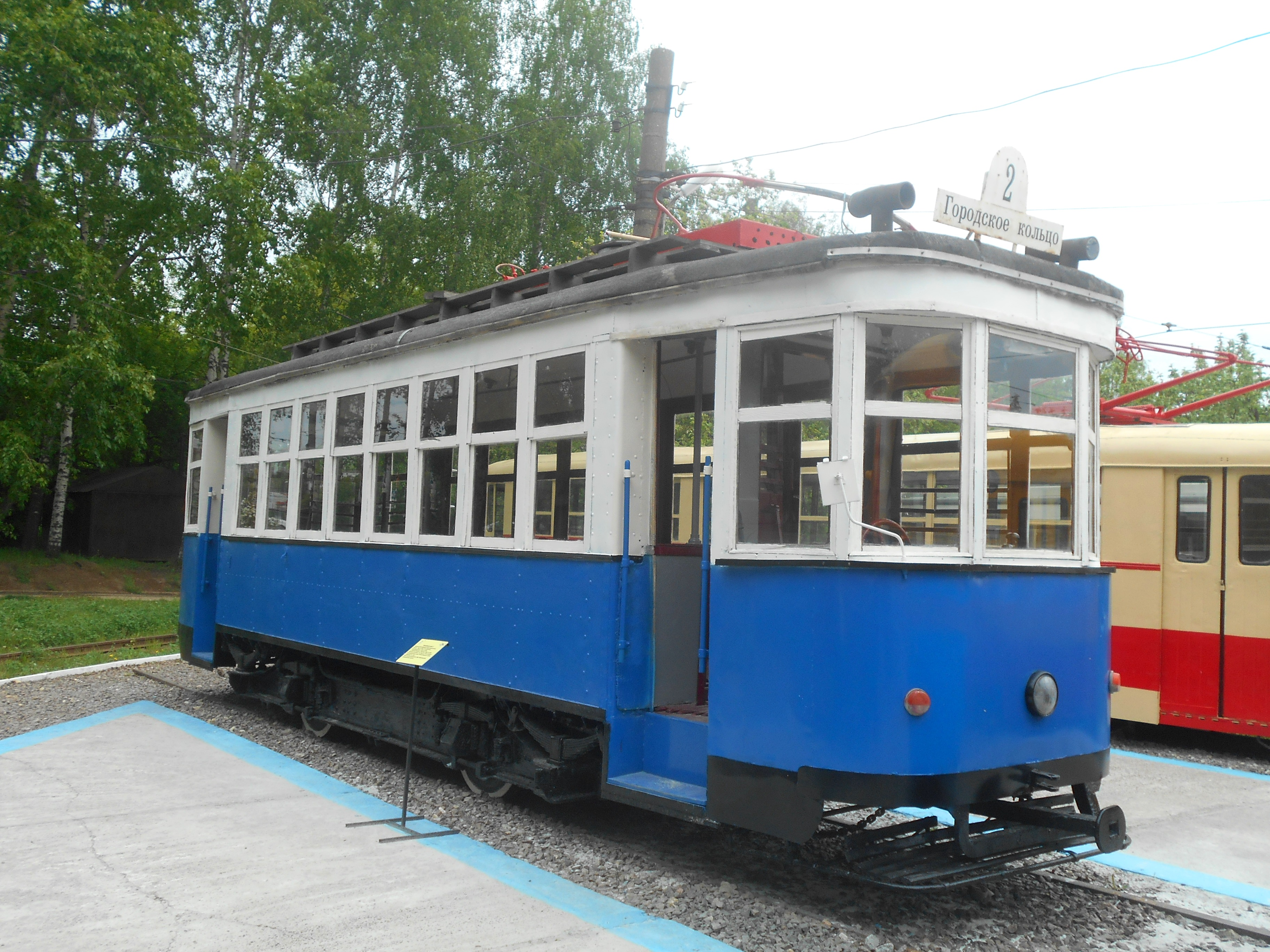
Kh
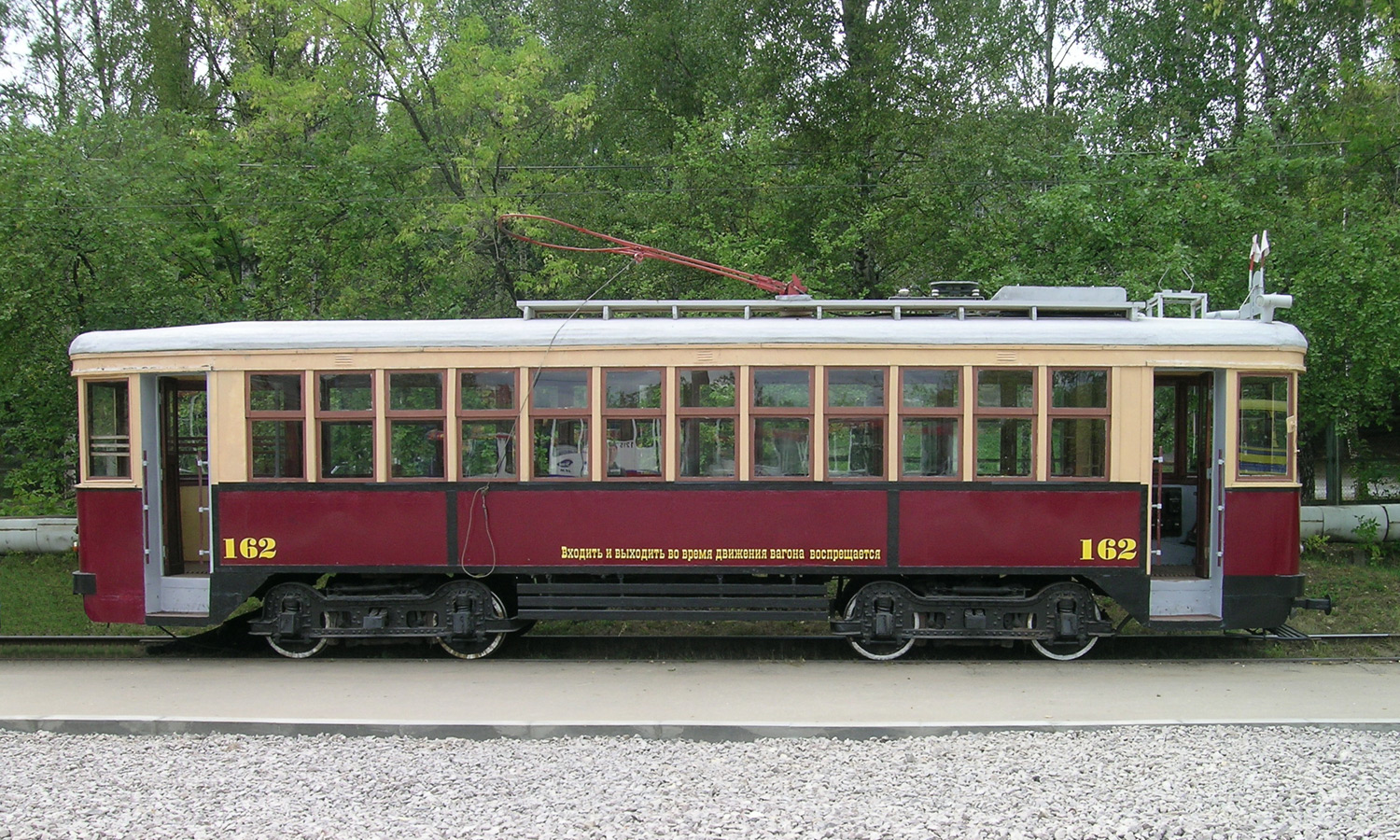
KM（ロシア語版）
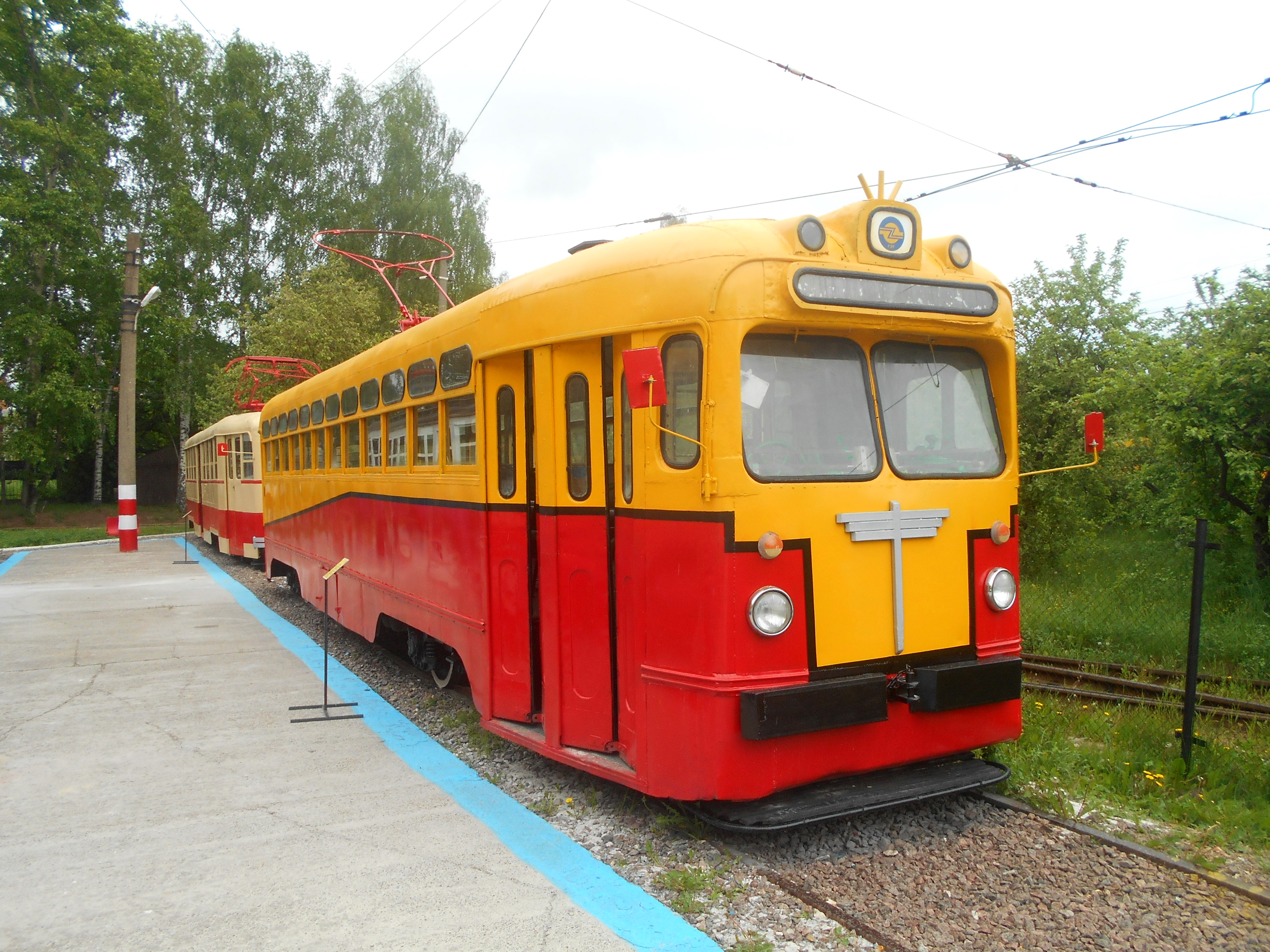
MTV-82
- KTM-1・KTP-1
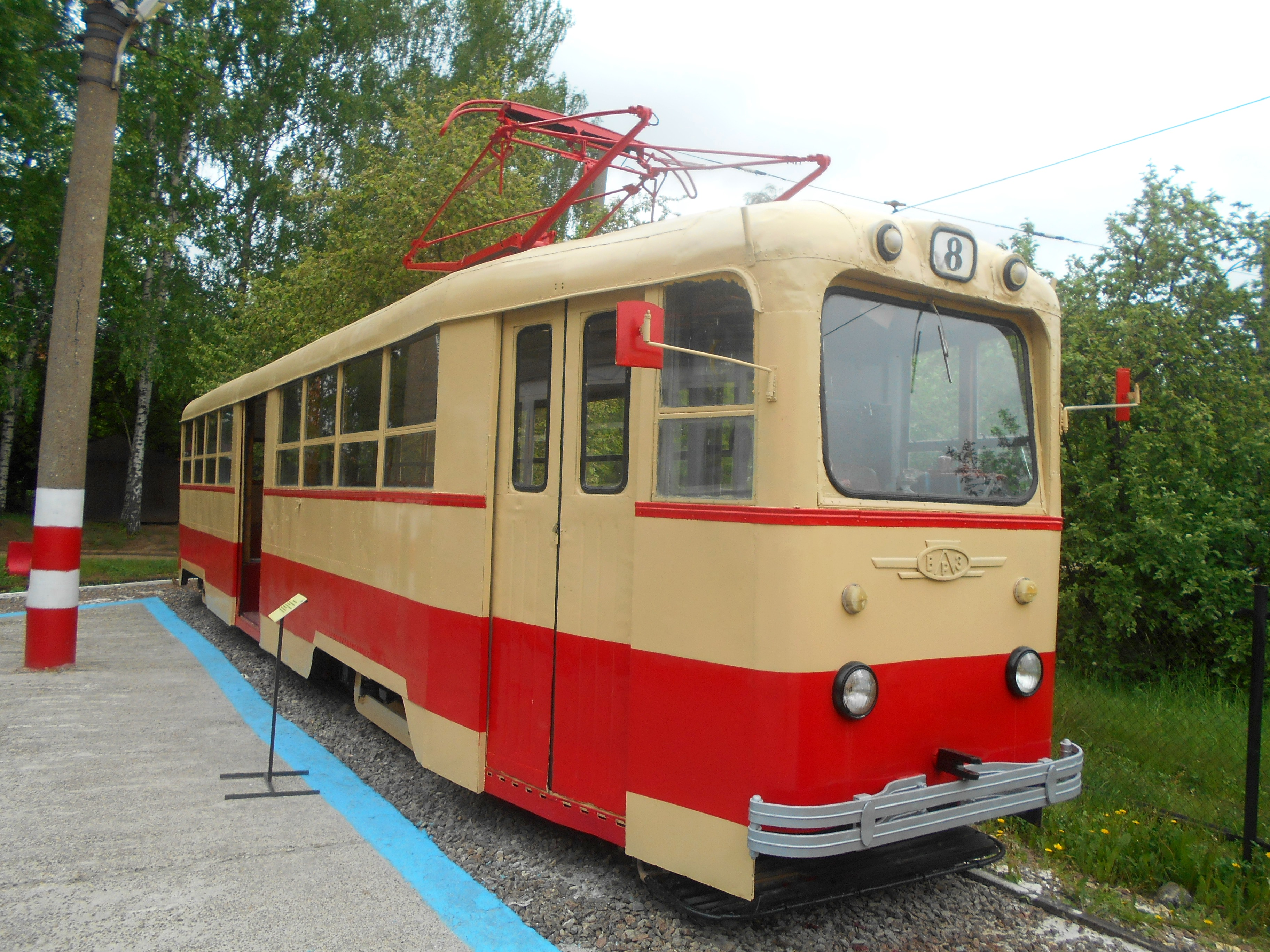
LM-49・LP-49 - 保存されているのはLM-49のみ。
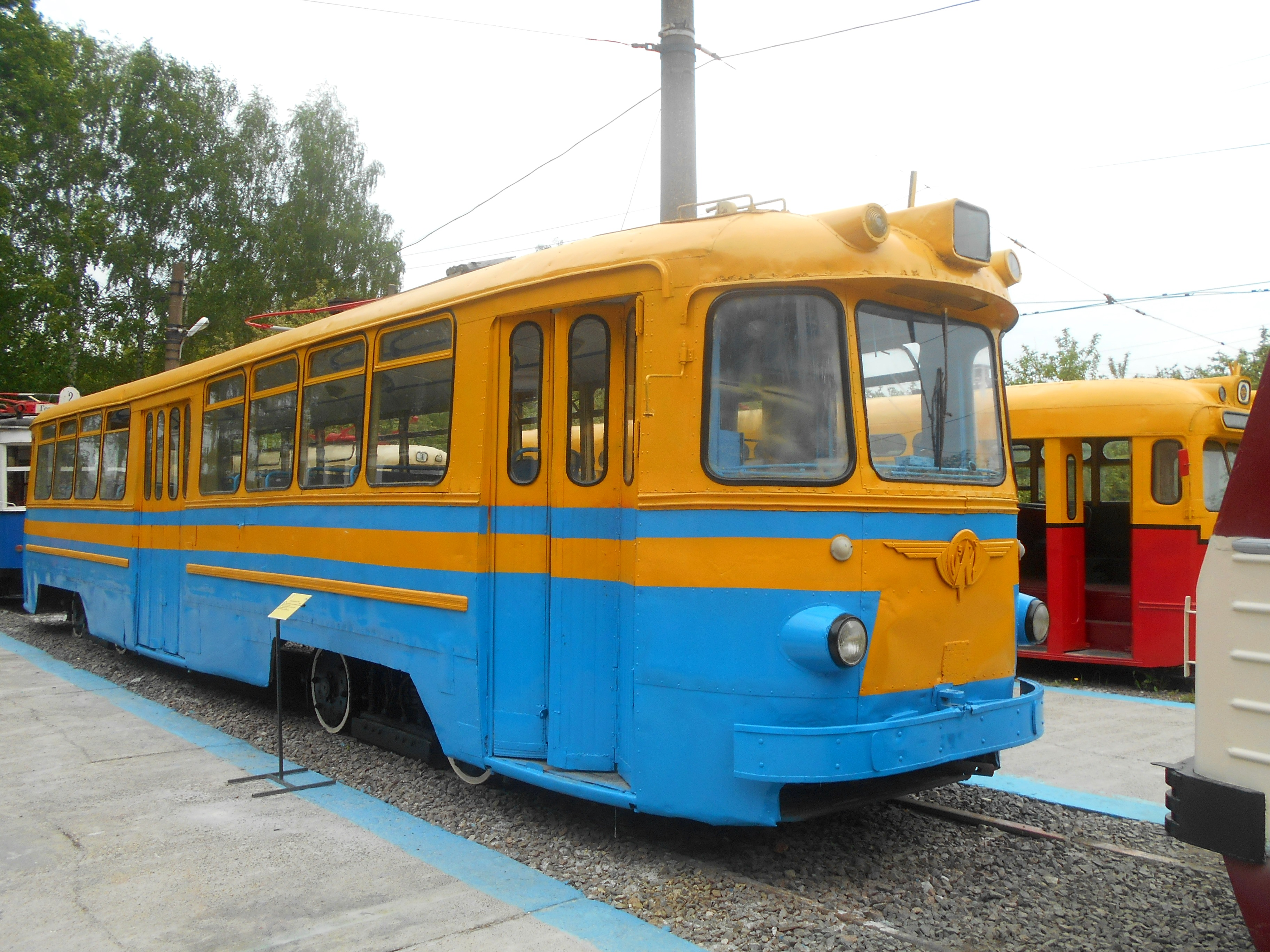
LM-57
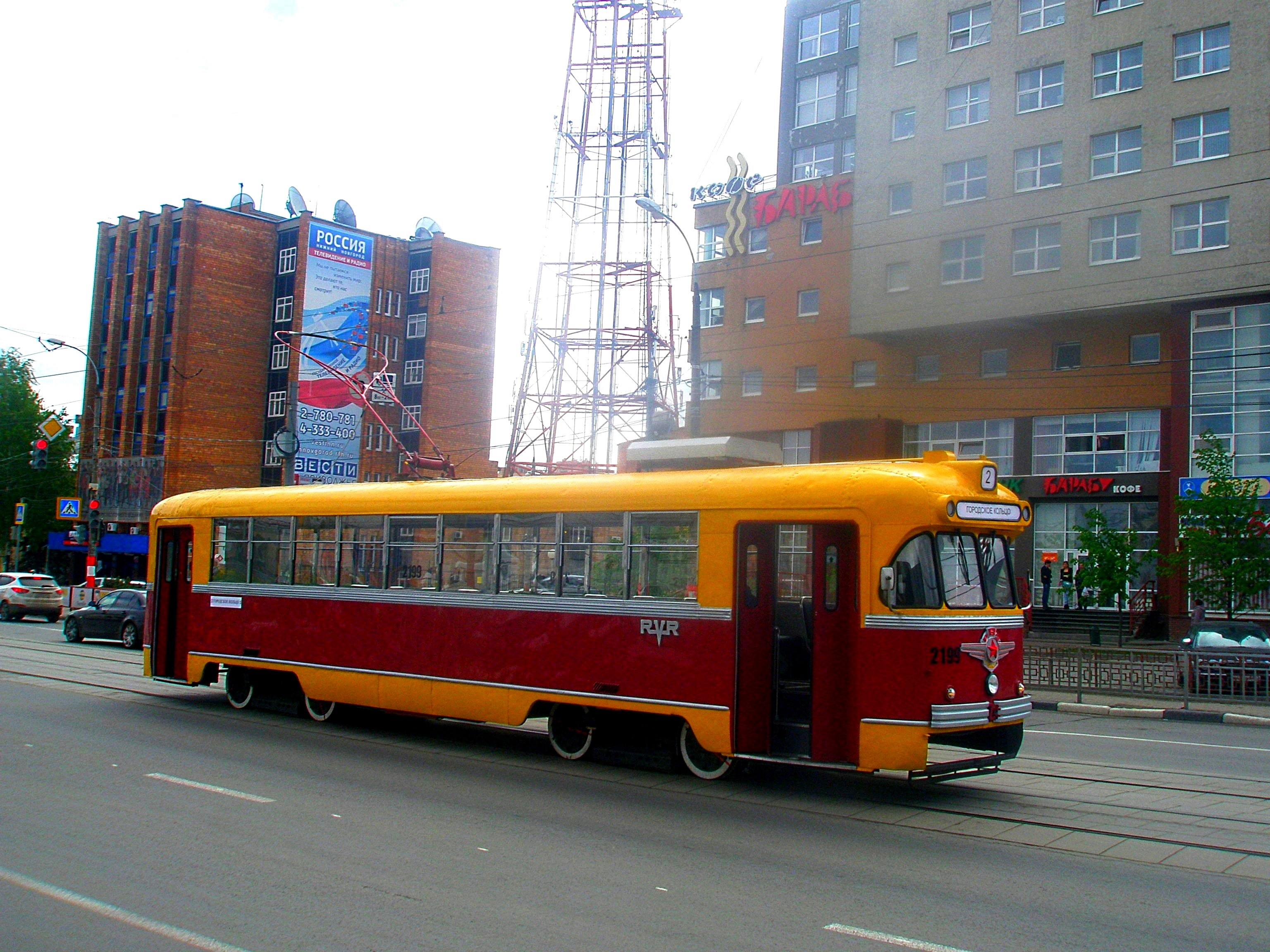
RVZ-6
- LM-68
- LM-68M
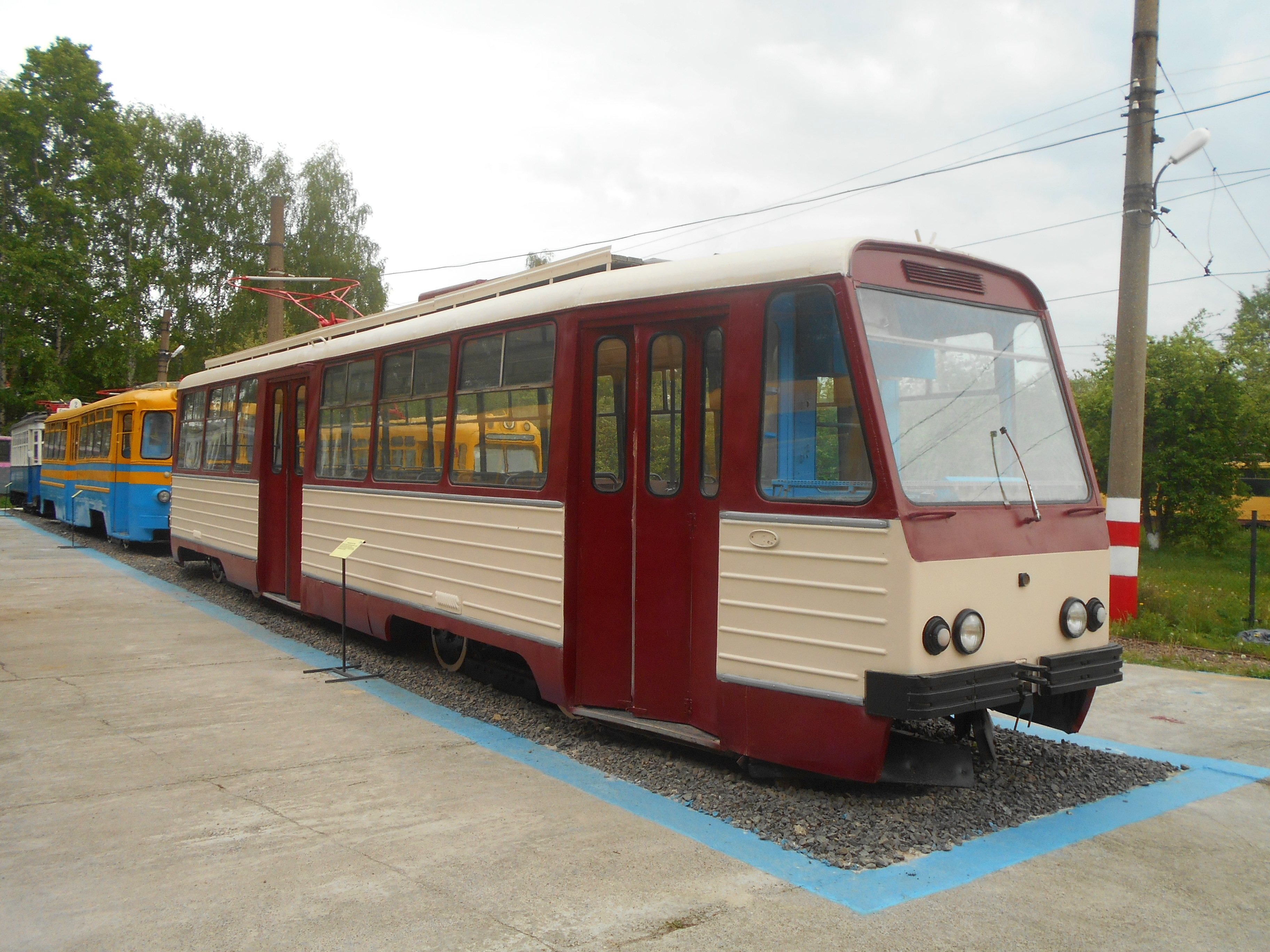
RVZ-7

- ベルギー製2軸車
- Kh
- KM
- MTV-82
- LM-49
- LM-57
- RVZ-6
- RVZ-7